# Mordserie und Körperverletzung Obdachloser in Wien 2023

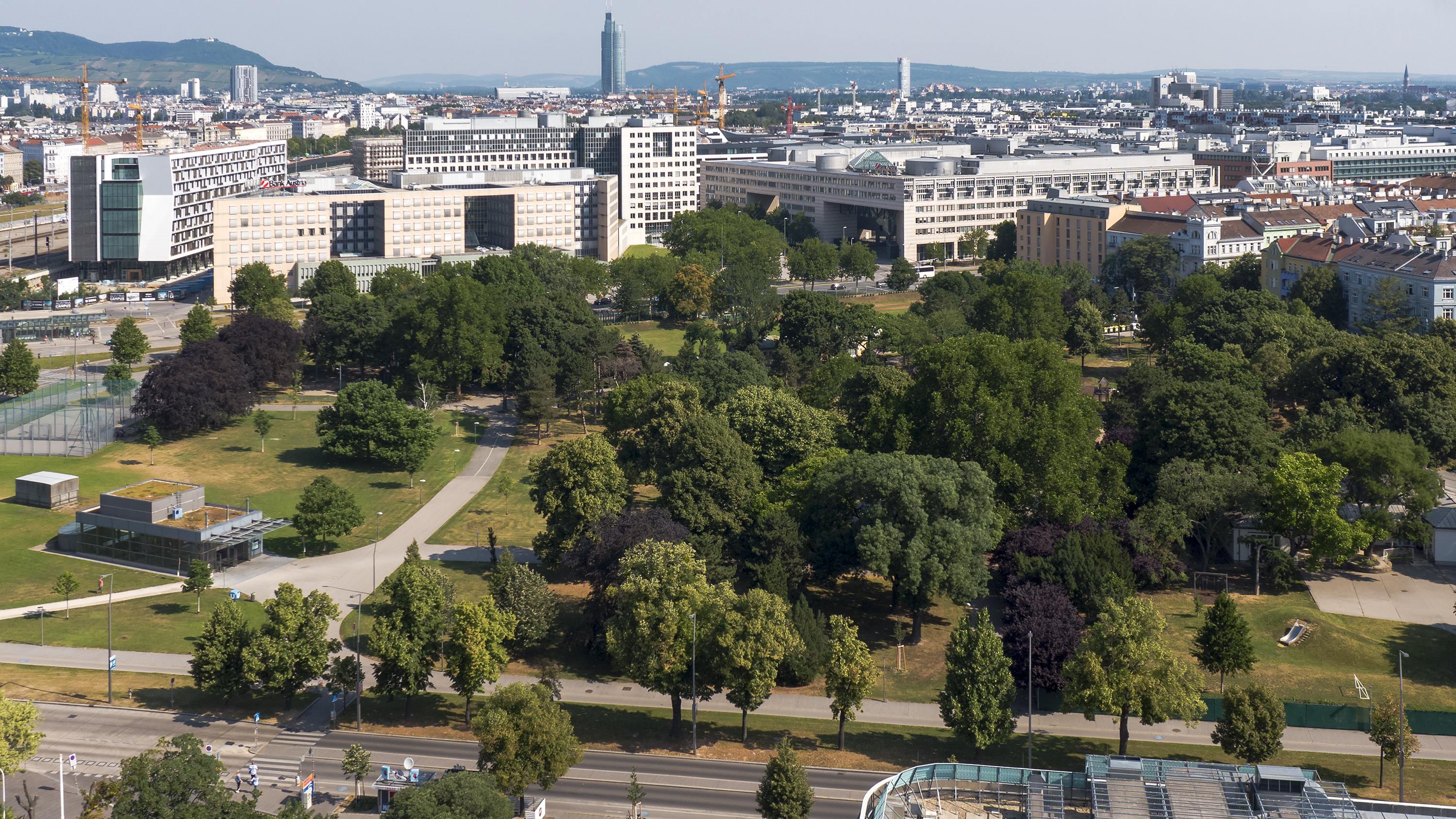
Die Venediger Au, einer der Tatorte

Im Juli und August 2023 ereigneten sich in Wien mindestens drei Messerattacken auf Obdachlose, bei denen mindestens zwei Personen ihren Verletzungen erlagen. Des Weiteren wurde das Skelett eines geköpften Obdachlosen in seinem Schlafsack aufgefunden. Die Mordserie fand in den deutschsprachigen Massenmedien ein breites Echo. Am 11. Dezember 2023 stellte sich ein zu diesem Zeitpunkt 17-Jähriger Jugendlicher der Polizei und gestand zwei Morde an Obdachlosen und außerdem noch eine weitere Messerattacke. Er befand sich seitdem in Untersuchungshaft.
Am 18. November 2024 wurde er wegen zweifachen Mordes, versuchten Mordes und schwerer Körperverletzung nach dem Jugendgerichtsgesetz zu einer Freiheitsstrafe von zwölf Jahren und einer Einweisung in ein forensisch-therapeutisches Zentrum auf unbestimmte Zeit verurteilt.

## Serie an Überfällen

### Messerattacke am 12. Juli 2023 beim Handelskai

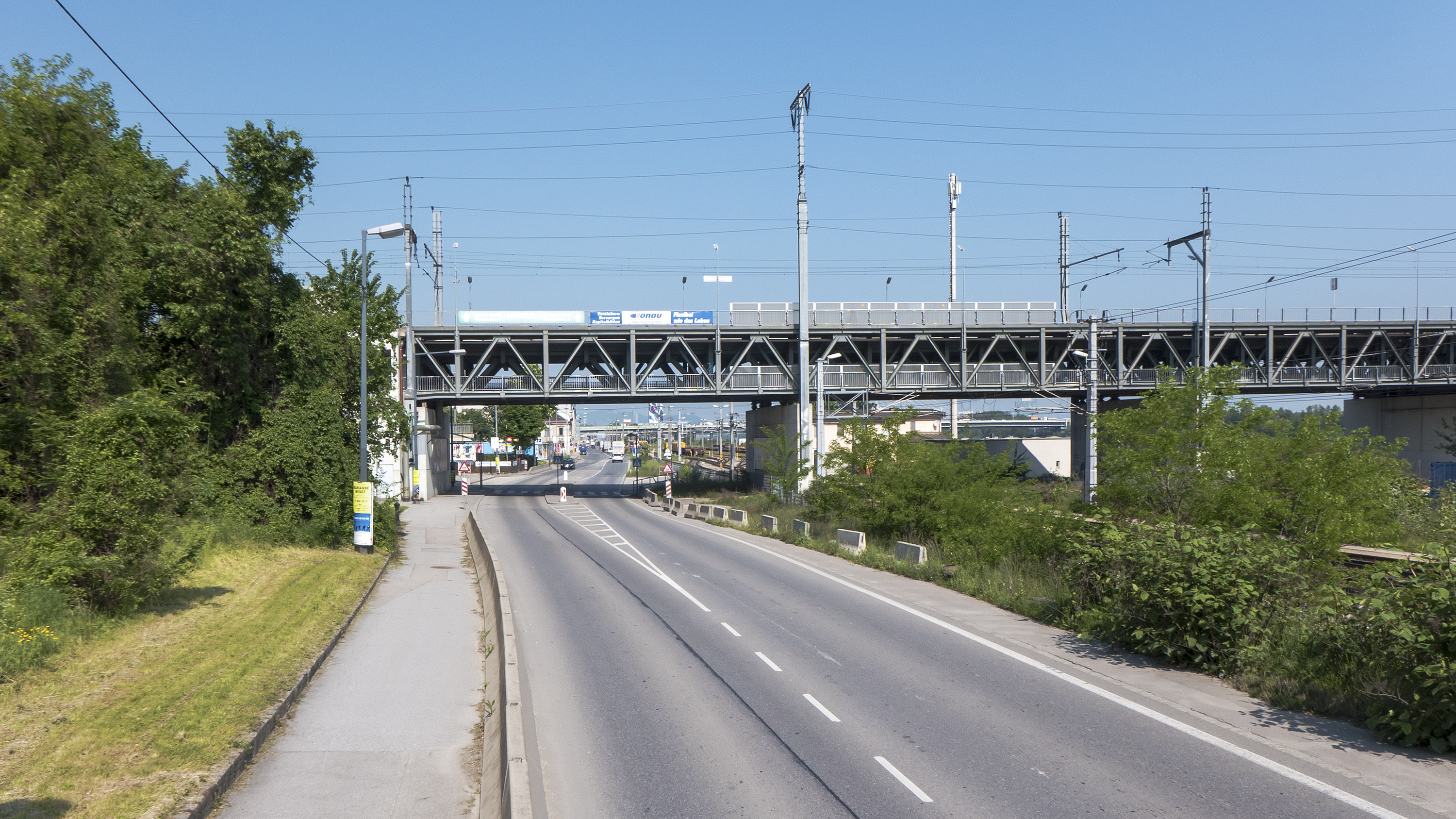
Handelskai in Wien

Am 12. Juli 2023 gegen 7:40 Uhr entdeckte eine Fußgängerin am vielbefahrenen Handelskai auf der Höhe Treppelufer auf einer Parkbank den Leichnam eines Obdachlosen. Der Fundort lag in der Nähe der Floridsdorfer Brücke über die Donau im 20. Wiener Gemeindebezirk Brigittenau, der Tatort beim donauseitigen Treppelweg war etwa 350 Meter entfernt. Der 56-Jährige aus Ungarn wollte noch Hilfe holen, bekam sie aber nicht und verstarb dann an den zahlreichen Messerstichen, die ihm in der Nacht zugefügt worden waren.

### Messerattacke am 23. Juli 2023 beim Praterstern

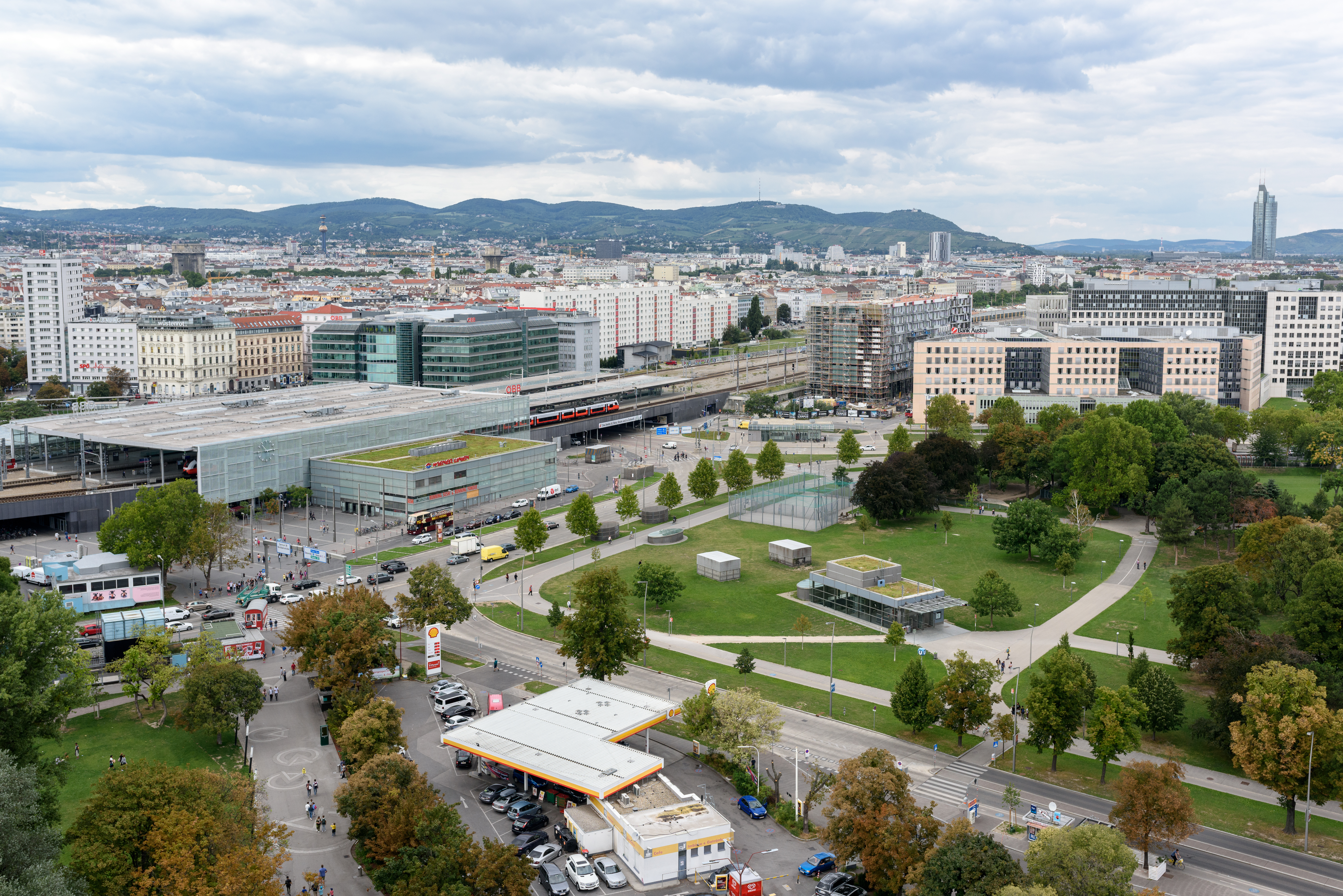
Bahnhof Wien Praterstern, gesehen vom Riesenrad

Nur elf Tage später, am 23. Juli 2023, erwachte gegen 3:40 Uhr eine Obdachlose auf einer Bank in der Venediger Au, einer Parkanlage im 2. Bezirk Leopoldstadt. Sie hatte starke Schmerzen und stellte fest, dass ihr mehrmals mit einem Messer in den Oberkörper gestochen worden war. Sie lag zum Glück in der Nähe eines Abgangs zur U-Bahn-Station Praterstern. Dadurch schaffte sie es noch, Hilfe am Praterstern zu verständigen, und wurde ins Krankenhaus gebracht. Nur so überlebte sie den Übergriff.

### Messerattacke am 9. August 2023 am Hernalser Gürtel

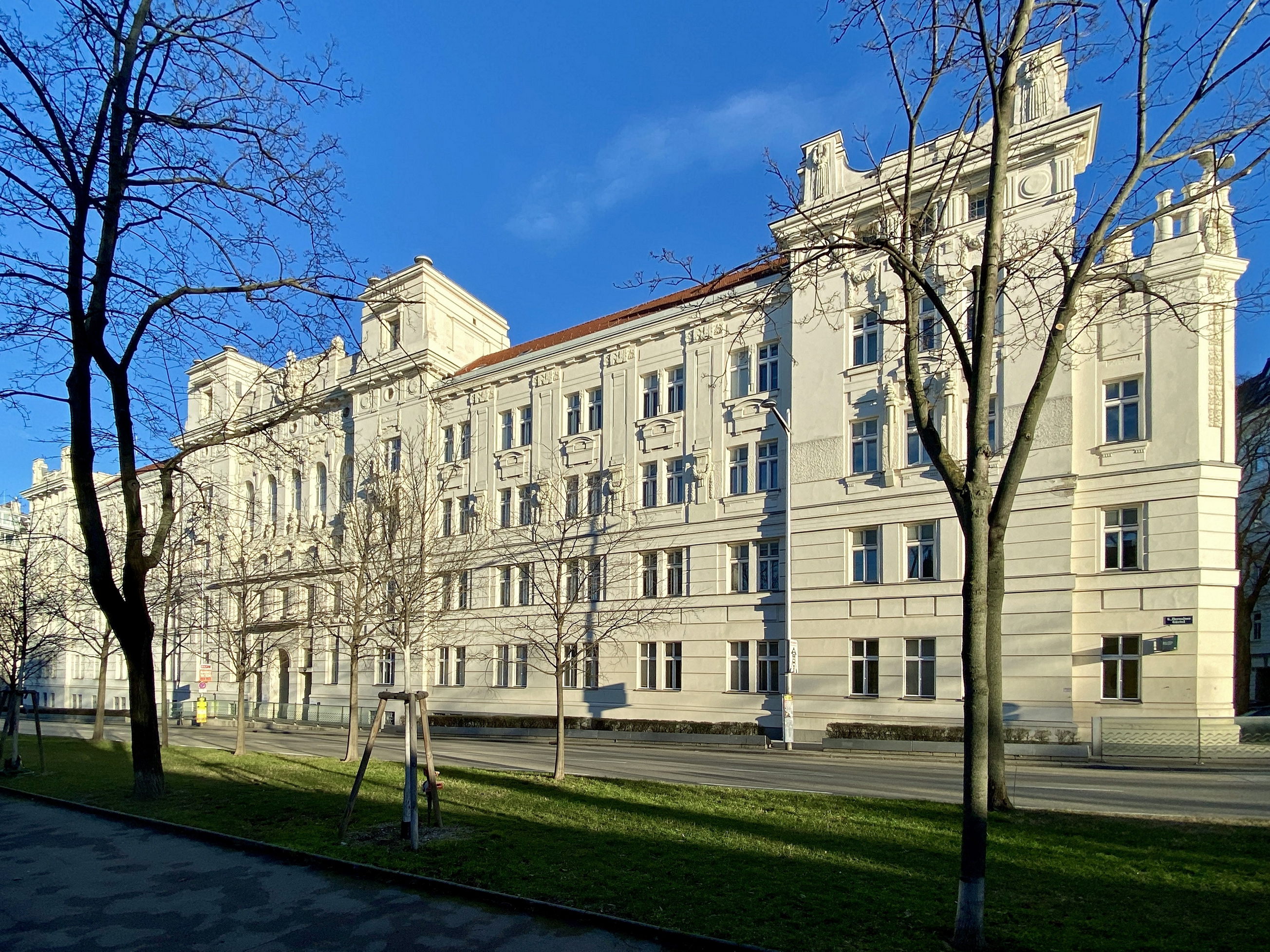
Polizeigebäude Hernalser Gürtel in Wien-Josefstadt

Die dritte Tat ereignete sich am 9. August 2023, als gegen 2:00 Uhr in der Früh auf der Höhe des Hernalser Gürtels 22 am Alsergrund im 17. Bezirk Hernals ein 55-jähriger Mann ebenfalls durch Messerstiche schwer verletzt wurde. Eine Polizeistreife wurde auf den Unterstandslosen aufmerksam, weil Gaffer auffällig langsam an ihm vorbeifuhren. Auch er wurde ins Krankenhaus eingeliefert, wo er jedoch trotz zweier Operationen nach vier Tagen seinen Verletzungen erlag.

### 26. August 2023: Fund des Skeletts eines geköpften Obdachlosen in seinem Schlafsack am Wienerberg

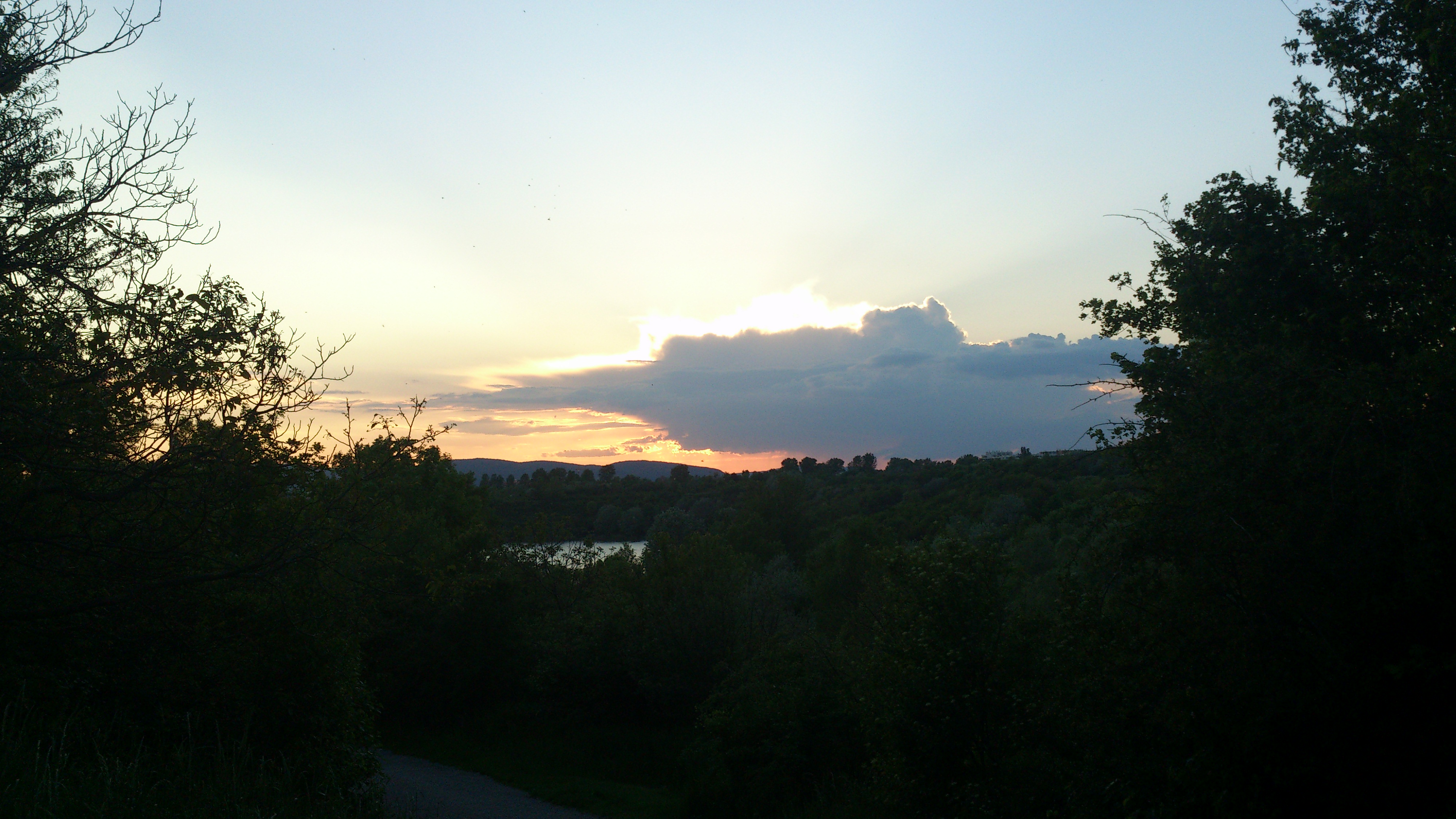
Abendstimmung am Wienerberg

Am 26. August 2023 verständigte der Bekannte eines Obdachlosen die Polizei, weil er den Sandler in seinem gewohnten Verschlag am Wienerberg in seinem Schlafsack als Skelett aufgefunden hatte. Den abgetrennten Kopf fanden die Ermittler einige Meter entfernt vom Körper mit einem münzgroßen Loch darin.

## Täter

### Herkunft
Der 2006 geborene Jugendliche stammt als jüngster von mehreren Brüdern aus zerrütteten Familienverhältnissen, welche durch die Scheidung seiner Eltern verursacht wurden. Seine Eltern hatten sich schon im für ihn sehr frühen Kindesalter scheiden lassen und leben getrennt: seine Mutter in Wien-Ottakring, sein Vater in Mistelbach an der Zaya im Weinviertel in Niederösterreich. Er versteht sich weder mit seiner Mutter noch mit seinem Vater. 2019 reichte es ihm in Wien, weil ihm die Trennung seiner Eltern sehr zu schaffen machte, und er zog zu seinem Vater. Aber bereits nach 14 Tagen kehrte er zu seiner Mutter nach Wien zurück. Bei seinem Vater funktionierte es überhaupt nicht. Ab spätestens 2022 konsumierte der Jugendliche Drogen – zuerst die üblichen Party-Drogen, spätestens ab Februar 2023 aber auch die harten Suchtgifte. Am Samstag, den 6. August 2022, wurde er bei einem großen Polizeieinsatz am Praterstern festgenommen, als er unter Drogen mit seinem Kampfmesser drohte. Nähere Details gab die Landespolizeidirektion (LPD) Wien auch auf Medien-Anfrage damals nicht preis. Der Praterstern samt Venediger Au musste schon am 1. Februar 2019 zur Waffenverbotszone erklärt und die Verordnung seither immer wieder erneuert werden.

### Die Messer-Attacken auf Obdachlose
Das Scheidungskind aus guten, aber schwierigen Verhältnissen unterbrach im Februar 2023 seine Schulkarriere am GRG 16 Maroltingergasse (AHS). An dieser Schule zeigte der damals 16-Jährige ein eher pubertäres Verhalten. Ebenfalls im Februar 2023 verschlimmerte sich seine Drogensucht. Er konsumierte jetzt auch harte Drogen wie Cocain und Heroin, die mittels algerischer Streetrunner („Straßenläufer“) in Wien flächendeckend zur Verfügung stehen. Nach dem Schulabbruch suchte er ein Ventil für seine Aggressionen sowie für seine Wut, innere Unruhe und Traurigkeit über die zerrütteten Familienverhältnisse. In dieser Situation verstand er sich gar nicht mehr mit seiner Mutter, die auf sein Fortkommen bedacht war, und lebte wieder zeitweise bei seinem Vater in Mistelbach an der Zaya etwa 25 bis 30 km von der tschechischen und der slowakischen Grenze entfernt. Von dort aus fuhr er mit den öffentlichen Verkehrsmitteln auf nächtliche, blutige Streifzüge nach Wien, um alleinlebende Unterstandslose mit einem 23 cm langen Kampfmesser mit stehender Klinge zu attackieren, das er im Internet gekauft und im Sofa seines Vaters (nach der ersten Pressekonferenz in seinem Kinderzimmer dort) versteckt hatte. Dabei vermummte er sich teilweise und achtete darauf, möglichst nicht von einer Videoüberwachung erfasst zu werden. Seine Opfer mussten drei Kriterien erfüllen: 
1. sie mussten leicht verfügbar sein
2. sie musste wehrlos sein
3. er musste ungestört (auch von Überwachungskameras) handeln können.

Diese drei gleichzeitigen Kriterien treffen nur auf schutzlose Obdachlose zu, die allein und abgeschieden von der Gesellschaft nächtigen. Die Schutzbehauptung der Polizei in ihrer Pressekonferenz vom 12. Dezember 2023, dem mutmaßlichen Obdachlosenmörder wäre es nicht auf die Obdachlosigkeit angekommen, entbehrt demzufolge jeglicher Grundlage.
Im September 2023 begann der Jugendliche eine Lehre im Gastgewerbe. Außerdem fand er eine Freundin, bei der er sich „geborgen und geliebt“ gefühlt hatte. Damit hatten sich seine Lebensverhältnisse zu ordnen begonnen. So konnte er auch seine „Wut und innere Unruhe“ vergessen und mit den Messerattacken auf einsame Unterstandslose aufhören.

### 18. September 2023: Gewaltexzess an seiner Mutter und Überführung in ein Krisenzentrum in Wien-Währing
Im September 2023 trat der Jugendliche wegen seiner Drogensucht polizeilich in Erscheinung. Daraufhin kam es am 18. September 2023 in dem kleinen Haus seiner Mutter wegen eines Streites, der eskaliert war, zu einem Gewaltexzess, so dass die Mutter in ein Spital gebracht werden musste. Er fügte seiner Mutter mehrere Rippenbrüche, eine schwere Schädelprellung und Hämatome und Abschürfungen am ganzen Körper zu, indem er ihr einen Faustschlag ins Gesicht versetzte und anschließend auf Kopf und Körper der zu Boden gestürzten Frau eintrat.
Der Jugendliche war völlig außer sich und stand nach Beobachtungen von Zeugen offenbar unter dem Einfluss von Drogen. Der vorläufig festgenommene mutmaßliche Obdachlosenmörder wurde danach in einem Krisenzentrum in Wien-Währing untergebracht. Damit ließ ihn die Polizei nach den Messerdrohungen am 6. August 2022 am Praterstern und den drei überwiegend tödlichen Messerattacken am Handelskai, beim Praterstern und am Hernalser Gürtel vom Juli und August 2023 ein zweites Mal laufen.
Die Mutter schwieg bei dem Prozess, um ihren eigenen Sohn nicht zu belasten, und blieb sogar im Nebenraum sitzen – sie wollte ihrem Sohn offenbar keinesfalls gegenübertreten.
Nachbarn der Mutter in Wien zeichneten das Bild eines ruhigen und freundlichen Einzelgängers. Auch mit der Mutter habe es ein gutes Auskommen gegeben:
„Er war immer freundlich, da kann man nichts sagen. … Man trifft sich immer wieder, man tratscht ein bisschen herum. Sie ist eigentlich ganz eine Nette, freundlich, lieb, man kann reden. ... Der Bub selber war mir nie aufgefallen, dass er böse war.“
Der Jugendliche wurde nicht oft gesehen – auch nicht draußen, wenn er daheim war – und es waren nie Freunde auf Besuch gewesen, so sehr zurückgezogen lebte er. Nach außen hatte die Familie freundlich gewirkt, viel wusste man aber nicht über sie. Nach Angaben seines Anwaltes Manfred Arbacher-Stöger konsumierte der Jugendliche regelmäßig Ecstasy, Kokain und Ketamin.

### 11. Dezember 2023: Selbststellung wegen der Messerattacken auf alleinlebende Unterstandslose
Am 11. Dezember 2023 stellte sich der Täter der Polizei und gestand zwei Morde und den Mordversuch mittels Messerattacken. Die Aufgabe des mutmaßlichen Serientäters hing wahrscheinlich damit zusammen, dass er am Mittwoch, den 13. Dezember 2023, einen Strafprozesstermin wegen dem Gewaltexzess gegen seine Mutter hatte.

## Strafprozess
Der unter Verdacht stehende 17-Jährige, der seit dem 11. Dezember 2023 in Wien in U-Haft sitzt, war laut einem am 5. Mai 2024 bekannt gewordenen ersten Gutachten einer Kinder- und Jugendpsychiaterin zurechnungsunfähig und damit nicht schuldfähig. Die vorliegende Expertise betrifft jedoch nicht die beiden Morde und den Mordversuch, sondern einen Angriff auf die Mutter, der im September 2023 stattgefunden haben soll. Im Falle einer Schuldunfähigkeit wäre mit einer Unterbringung im Maßnahmenvollzug zu rechnen.
Der nächste Verhandlungstag wegen der Attacke auf seine Mutter fand am 18. Juni 2024 statt. Der entsprechende Prozess begann bereits am 13. Dezember 2023.
Ein von der Staatsanwaltschaft Wien eingeholtes Gutachten einer Kinder- und Jugendpsychiaterin, das sich auf den Zeitpunkt der letalen Messerattacken bezieht, kam allerdings zu einem gegenteiligen Schluss. Demnach war der mutmaßliche Obdachlosenmörder zum Zeitpunkt der Tötungsdelikte zurechnungsfähig. Dem Jugendlichen droht damit eine Anklage wegen zweifachen Mordes und Mordversuchs. Womöglich wird die Anklagebehörde zusätzlich die Unterbringung des Jugendlichen in einem forensisch-therapeutischen Zentrum gemäß § 21 Absatz 2 StGB beantragen. Die Sachverständige geht sinngemäß davon aus, dass der 17-Jährige einerseits im vergangenen Sommer schuldfähig war und zugleich aufgrund seiner Persönlichkeitsmerkmale derart gefährlich ist, dass im Fall einer Verurteilung haftbegleitende therapeutische Maßnahmen erforderlich sind, weil ansonsten nach seiner Haftentlassung weitere Straftaten mit schweren Folgen zu befürchten wären. Da die Sachverständige allerdings keine Spezialistin für die Erstellung so genannter Gefährlichkeitsprognosen ist, hat die Anklagebehörde einen dafür ausgewiesenen Experten mit der Erstellung eines Gutachtens zur Gefährlichkeit beauftragt. Dieses Gutachten ist jetzt abzuwarten. Mit einer Anklageerhebung dürfte zeitnah zu rechnen sein.
Am 18. November 2024 wurde der inzwischen 18-Jährige nach dem Jugendgerichtsgesetz zu zwölf Jahren Haft verurteilt. Zudem wurde er aufgrund einer schwerwiegenden und nachhaltigen Persönlichkeitsstörung und seiner damit verbundenen Gefährlichkeit in ein forensisch-therapeutisches Zentrum eingewiesen. Das Urteil ist noch nicht rechtskräftig.

## Konsequenzen

### 24. Juli 2023: Eine Hundertschaft an Polizisten macht durchgehend Jagd nach dem Serientäter
Nach dem zweiten sehr ähnlichen Messerangriff auf Unterstandslose war eine Hundertschaft an Polizisten in der Bundeshauptstadt Wien fast fünf Monate durchgehend auf der Jagd nach dem Obdachlosen-Phantom, das immer in der Nacht zuschlug. Diese überdurchschnittliche Aktivität endete erst, als sich der mutmaßliche Täter am 11. Dezember 2023 selbst stellte.

### 25. Juli 2023: Aktion „Coffee with Cops“

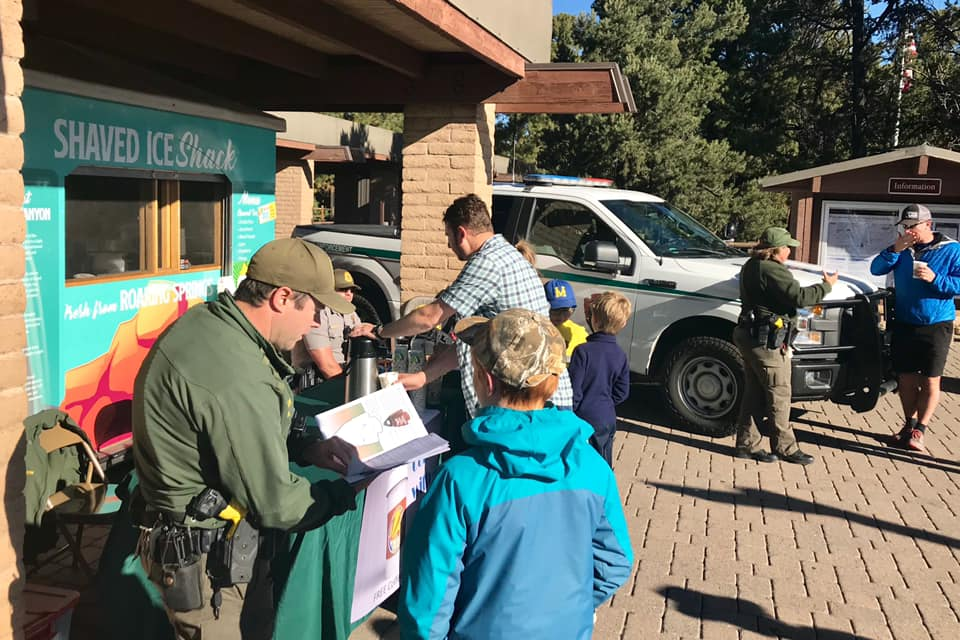
Coffee with a Cop

Schon nach der zweiten Messerattacke auf einsame Unterstandslose sah sich die Polizei durch den erheblichen Druck der Vierten Gewalt genötigt, im Rahmen der Bürgerbeteiligungsinitiative „GEMEINSAM.SICHER mit unserer Polizei“ am Dienstag, den 25. Juli 2023, die Aktion „Coffee with Cops“ auch in Österreich zu installieren. „Coffee with Cops“ wurde in Österreich als ein adaptierter US-amerikanischer Community-Policing-Ansatz eingeführt.
An diesem Dienstag lud die Polizei in Zusammenarbeit mit den Österreichischen Bundesbahnen (ÖBB) von 15 bis 18 Uhr zur Aktion „Coffee with Cops“ an den Bahnhof Praterstern und an weiteren 26 Bahnhöfen in Österreich besorgte Bürger zum Kaffee ein.
Obwohl dieser eintägige Aktionismus schnell wieder verpuffte und eher kontraproduktiv wirkte, weil er die „Sicherheitskrise in Wien“ offenbarte, legten die Stadtpolizeikommandos mit einer Aktionswoche vom 2. bis zum 6. Oktober 2023 mit 32 Aktionen in ganz Wien nach, ohne jedoch Erfolge vorlegen zu können.
Dabei war der mutmaßliche Obdachlosenmörder bereits am 6. August 2022 und am 18. September 2023 im Zusammenhang mit anderen Delikten in Gewahrsam genommen, aber wieder freigelassen worden:
Außerdem wurde ein Betretungs- und Annäherungsverbot sowie ein vorläufiges Waffenverbot gegen ihn ausgesprochen. Der Tatverdächtige zeigte sich bei der Vernehmung geständig. Der 17-Jährige wurde über Anordnung der Staatsanwaltschaft Wien inzwischen auf freiem Fuß angezeigt.

### Verstärkter Streifendienst der Polizei
Der Streifendienst in den Rayons der Wiener Polizei, in denen sich Unterstandslose vor allem in der Nacht aufhalten, wurde sensibilisiert. Bei den Kontrollen sollte verstärkte Aufmerksamkeit auf bekannte stark frequentierte Schlafplätze der Sandler gelenkt werden.

### Verstärkter Einsatz von Streetworkern
Als weitere Konsequenz aus den Taten wurde der Einsatz von Streetworkern in Wien intensiviert, die aufklärten und Trillerpfeifen und Handalarme verteilten.

### 12. August 2023: Öffnung einer Obdachlosentagesstätte auch Nachts mit 50 Schutzplätzen
Auch nach der dritten Messerattacke gegen einsame Unterstandslose am 9. August sträubte sich die Stadt Wien, welche die Kosten für die Obdachlosen scheute, zunächst etwas für deren Schutz zu tun. Erst die erneute massive Berichterstattung nötigte die Stadt Wien dann am 12. August 2023, die Obdachlosentagesstätte Obdach Josi auch nachts zu öffnen.

### 14. August 2023: Öffnung von vier Winternotquartieren mit insgesamt 40 Schutzplätzen
Als nach dem Tod des zweiten Messeropfers am 14. August 2023 auch noch die internationale Berichterstattung einsetzte, sah sich die Stadt Wien genötigt, in Salamitaktik nachzulegen. Gemeinsam mit den Trägern Caritas der Erzdiözese Wien und dem Wiener Roten Kreuz eröffnete der Fond Soziales Wien (FSW) vier Winternotquartieren mit zunächst 40 zusätzlichen Aufenthaltsplätzen.

### 20. August 2023: Öffnung des Winternotquartiers Haus Baumgarten durch das Rote Kreuz

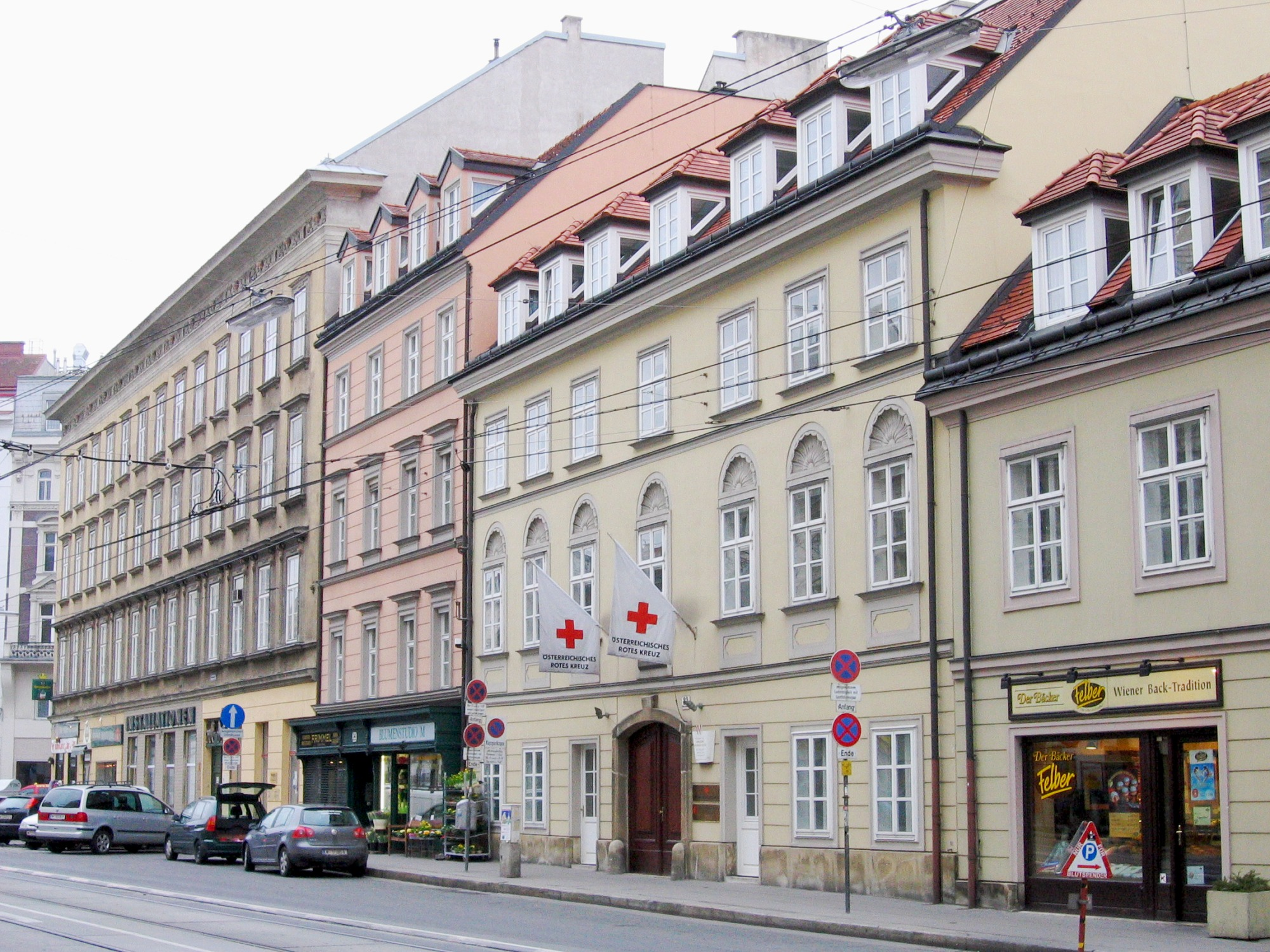
Zentrale des Österreichischen Roten Kreuzes in der Wiedner Hauptstraße

Da die 90 Schutzplätze bei den tausenden Wiener Unterstandslosen lange nicht ausreichten, öffnete das Rote Kreuz am 20. August 2023 auch noch ihr Winternotquartier Haus Baumgarten (ums Eck bei der Bezirksvorstehung am Areal der Pflege Baumgarten).

### 23. August 2023: 20 zusätzliche Plätze im Winternotquartier für Frauen
Da der Anteil an Frauen in den Notunterkünften angesichts der Bedrohungslage auf den Wiener Straßen und Plätzen stetig anstieg, öffnete der Fonds Soziales Wien (FSW) am 23. August 2023 auch noch sein Winternotquartier für obdachlose Frauen im Gebäudekomplex Obdach Favorita mit zunächst 20 Schutzplätzen, deren Zahl aber flexibel angepasst werden konnte.

### Oktober 2023: Die zusätzlichen Notquartiere wurden in das Winterpaket überführt
Alle zusätzlichen Notquartiere wegen der Messerattacken auf Unterstandslose gingen nahtlos in das Winterpaket über und wurden so weitergeführt.

## Chronologie

### 10. / 12. Juli 2023: Zwei Leichen im Wiener Obdachlosenmilieu
In der Nacht von Dienstag, den 11. Juli 2023, auf Mittwoch, den 12. Juli 2023, wurde ein Obdachloser an seinem Schlafplatz in der Nähe des donauseitigen Treppelweges in Wien-Brigittenau im 20. Bezirk mit einem Messer angegriffen. Er konnte sich des Täters zunächst erwehren und schleppte sich noch etwa 350 Meter in Richtung Donau (Floridsdorfer Brücke) bis an den vielbefahrenen Handelskai in Höhe Treppelweg, um Hilfe zu finden, verblutete aber dort.
Während es 2022 bei einem verirrten Schwan auf dem Handelskai zu einer großräumigen Absperrung und einem Großeinsatz von Polizei und Wasserpolizei bis hin zur Donauinsel kam, störte sich an dem verblutenden Obdachlosen kein Autofahrer. Der Mann lag laut Angaben der Polizei mit dem Rücken auf einer Parkbank, den Kopf auf einem Kleidungsstück abgelegt. Erst gegen 7.40 Uhr entdeckte eine Passantin das Opfer und verständigte über Notruf die Einsatzkräfte der Polizei. Zu diesem Zeitpunkt war das Opfer aber bereits nicht mehr am Leben gewesen. Vor Ort stellten die Polizisten fest, dass der Körper des Mannes mehrere Stichwunden aufwies. Erst daraufhin kam es zu einem Großeinsatz und der Bereich wurde wegen des Tötungsdeliktes weiträumig abgesperrt. Das Landeskriminalamt Wien übernahm die Ermittlungen wegen Mordes und ordnete eine Obduktion der Leiche an. Laut Polizei war von Fremdverschulden auszugehen. Die Identität des nach ersten Informationen 40 bis 60 Jahre alten Opfers war ebenso noch unbekannt wie der oder die Täter. Das Opfer hatte keine Identitätsdokumente bei sich. Ein Polizeihund hatte die Blutspur des Obdachlosen bis zum Tatort zurückverfolgen. Die Attacke fand rund 350 Meter entfernt statt. Ermittler konnten dort eine Blutlache sicherstellen. Die Tatwaffe wurde noch vermisst. Der Großeinsatz erfolgte unter anderem mit Kräften der Bereitschaftseinheit, der Diensthundeeinheit sowie der Wasserpolizei.
Es handelte sich dabei um die zweite Leiche im Obdachlosenmilieu von Wien innerhalb von nicht einmal zwei Tagen. Erst am Montag, den 10. Juli 2023, gegen 19.15 Uhr war in einer betreuten Wohneinrichtung für Obdachlose in Wien-Simmering die Leiche einer 28-jährigen Österreicherin tot in einem Zimmer ihrer Wohngemeinschaft aufgefunden worden. Die Kronenzeitung schrieb in ihrer Überschrift: Leiche einer Frau (28) in Wiener Wohnung entdeckt – präzisierte im Fließtext aber bereits: in einer Obdachloseneinrichtung – dafür erfuhr die Öffentlichkeit, dass es sich bei dem Verdächtigen, der stundenlang neben der Leiche gelegen hatte, um einen 26-jährigen syrischen Staatsbürger handelte. Hingegen schrieb die österreichische Zeitung Heute noch fünf Stunden nach dem Kronenzeitung-Artikel: Der 26-jährige Lebensgefährte der Frau (Staatsbürgerschaft: ungeklärt) wurde vorläufig festgenommen. Die Zeitung Heute verknüpfte tags darauf die beiden gefundenen Leichen: Es ist der zweite Mordverdacht in der Bundeshauptstadt in dieser Woche. Auch die Kronenzeitung schrieb: Es ist der zweite Leichenfund in dieser Woche, der im Zusammenhang mit einem Mord stehen könnte.
Da die angeordnete gerichtsmedizinische Obduktion der Frauenleiche keinen Verdacht auf Fremdverschulden ergab, wurde der verdächtigte Mann nach zwei Tagen wieder enthaftet. Die Lebenserwartung von Obdachlosen liegt Jahrzehnte unter der durchschnittlichen Lebenserwartung, weswegen sich die Öffentlichkeit und das Obdachlosenmilieu zunächst wieder beruhigten.

### 23. Juli 2023: Obdachlose Frau an ihrem Schlafplatz beim Praterstern schwer verwundet
In der Nacht von Freitag, den 22. Juli, auf Samstag, den 23. Juli 2023, kam es auf einer Grünfläche im Venediger-Au-Park (Wien-Leopoldstadt) in der Nähe eines Abgangs zur U-Bahn-Station Praterstern gegen 3.40 Uhr zu einer Messerattacke auf eine schlafende Obdachlose. Die 51-Jährige erwachte allerdings wegen der starken stechenden Schmerzen, bemerkte die Stich- und Schnittverletzungen und schlug sofort Alarm. Der Verdächtige verschwand daraufhin. Nur deshalb konnte sie die Messerattacke knapp überleben.
Die schwer verletzte Frau schleppte sich dann in Richtung Praterstern. Dort wurde sie von einem Notarzt-Team der Berufsrettung Wien notfallmedizinisch versorgt, das mehrere Stichverletzungen im Bauch- und Beckenbereich feststellte. Anschließend wurde sie in ein Krankenhaus gebracht und stationär behandelt. Die Obdachlose befand sich nicht in Lebensgefahr. Bei einer Befragung im Spital konnte die 51-Jährige aber keine näheren Angaben machen. Sie sagte lediglich aus, dass es sich um einen männlichen Täter handelte. Eine Person, die aufgrund eines vorerst anderen Polizeieinsatzes in der unmittelbaren Nähe angehalten wurde, stand laut Polizei nicht in Zusammenhang mit der Tat. Der Täter blieb unbekannt. Die weiteren Ermittlungen übernahm das Landeskriminalamt Wien, Außenstelle Zentrum-Ost.

### 24. Juli 2023: Verbindung des neuen Messerangriffs auf eine alleinstehende Unterstandslose zum Mordfall „Totem“ wird geprüft
Nach dem Auffinden der durch Messerstiche schwer verletzten 51-jährigen Obdachlosen in der Leopoldstadt prüfte die Polizei einen Zusammenhang mit dem Fall in der Brigittenau, wo der ebenfalls obdachlose Mann an den Messerstichen starb. Mittlerweile hatte die Mordkommission Totem ermittelt, dass es sich bei dem Mordopfer um einen Unterstandslosen handelte, der 56 Jahre alt geworden war. Gleichzeitig gab die Polizei aber Entwarnung. Um entsprechende Schlüsse zu ziehen, sei es zum „jetzigen Ermittlungszeitpunkt aber bei Weitem noch zu früh“, sagte ein Polizeisprecher. Eine Festnahme oder einen möglichen Tatverdächtigen gab es im Mordfall Totem noch nicht. Die Ermittlungen dauerten an.
Die Presse ging sogleich einen Schritt weiter. Die Zeitung Heute schrieb: Bei dem Messerstecher könnte es sich um einen mutmaßlichen Serientäter handeln. Die Kronenzeitung bemerkte zu der Aussage der Polizei unter dem Abschnitt Zwei Fälle – ein Täter?: Dennoch sind die Parallelen, die es bei beiden Fällen gibt, nicht zu leugnen.
Nach dem zweiten sehr ähnlichen Messerangriff auf Unterstandslose war eine Hundertschaft an Polizisten in der Bundeshauptstadt durchgehend auf der Jagd nach dem Obdachlosen-Phantom, das immer in der Nacht zuschlug.

### 25. Juli 2023: „Coffee with Cops“ am Praterstern und weiteren 26 Bahnhöfen

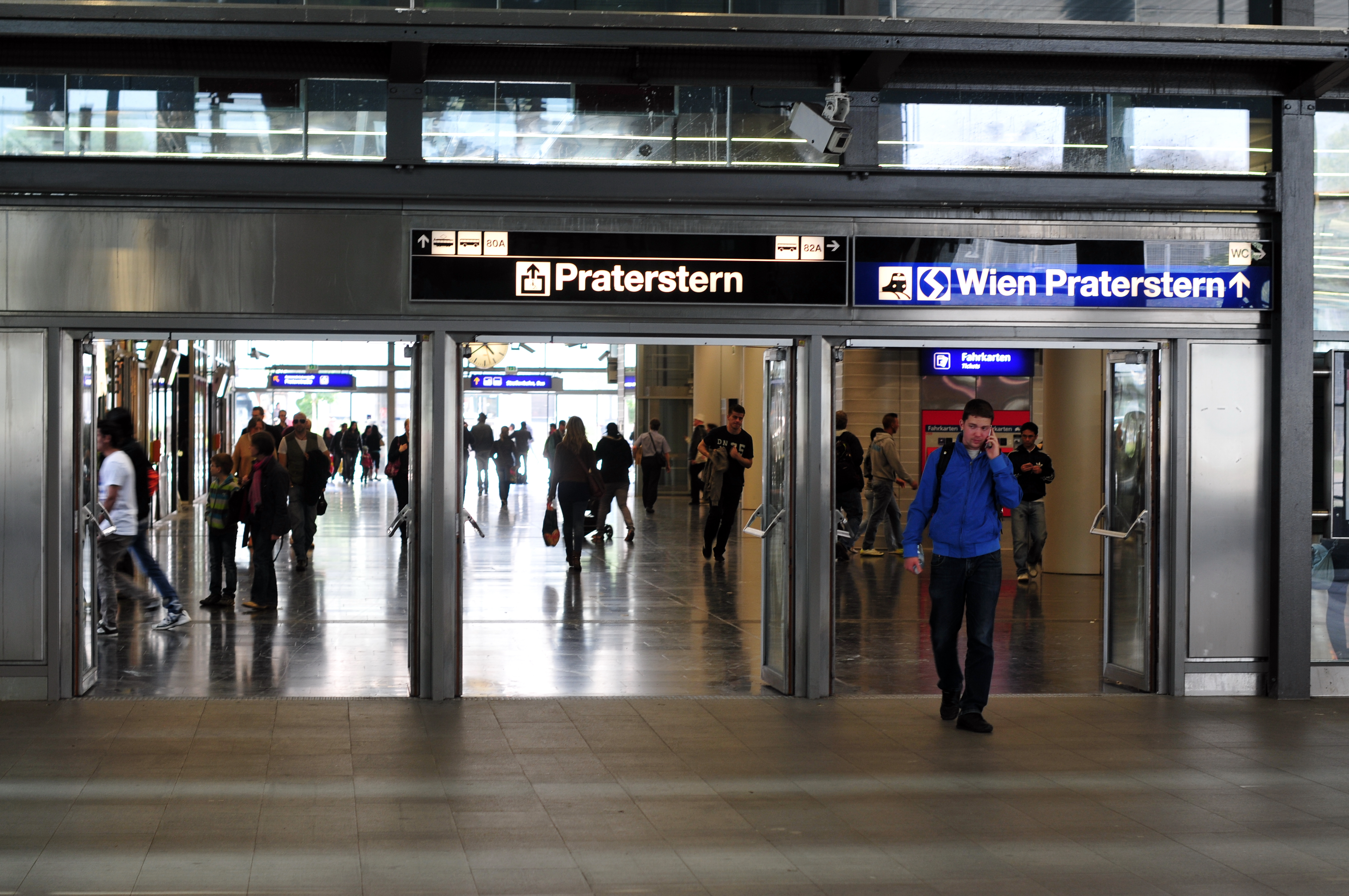
Eingang Bahnhof Praterstern in Wien.

Aufgrund der sich überschlagenden Medien-Berichterstattung startete im Rahmen der Bürgerbeteiligungsinitiative „GEMEINSAM.SICHER mit unserer Polizei“ am Dienstag, den 25. Juli 2023, die Aktion „Coffee with Cops“.
An diesem Dienstag luden Bedienstete von „GEMEINSAM.SICHER“ und den ÖBB von 15 Uhr bis 18 Uhr direkt vor Ort Menschen auf einen Kaffee ein – am Bahnhof Praterstern und an weiteren 26 Bahnhöfen in Österreich. Das Projekt ist eine zeitgemäße Variante eines Community-Policing-Ansatzes nach internationalem Vorbild. Neben den Bürgerinnen und Bürgern waren auch alle interessierten Medien eingeladen, bei den Kaffee-Ständen am Bahnhof vorbeizuschauen, um die Aktion „Coffee with Cops“ persönlich kennen zu lernen.
„Coffee with Cops“ ist ein adaptiertes amerikanisches Programm zur Vertiefung und Festigung der Beziehung zwischen der örtlichen Bevölkerung und der Polizei.
Bei einem Kaffee mit einem Polizisten aus der Region sollte nach der medienwirksamen Messerattacke auf die 51-jährige Unterstandslose am frühen Morgen des 23. Juli in der Nähe des Pratersterns der direkte Kontakt mit der Bevölkerung hergestellt werden. Das Ziel von „Coffee with Cops“ war:
Probleme und Fragen erkennen und lösen, Hemmschwellen abbauen, Beziehungen aufbauen und vertiefen, das Sicherheitsgefühl abfragen und verbessern – und: den Menschen hinter der Uniform kennenlernen.
Der Praterstern ist allerdings einer der Kriminal-Hot-Sports in Wien mit Drogen, Gewalt, Missbrauch, Vergewaltigung und „Migranten-Banden“. Die Aktion von „Coffee with Cops“ wurde deswegen als blanker Aktionismus angesichts einer akuten Bedrohungslage empfunden. Aus diesem Grunde zweifelte der Exxpress an der Wirksamkeit.
Also zum Kaffeekränzchen mit Beamten. Ob ein Heißgetränk wirklich reicht, den Wienern ihr Sicherheitsgefühl zurückzugeben?

### 9. August 2023: Dritte Messerattacke auf einen Obdachlosen
In der Nacht von Dienstag, den 8. August 2023, auf Mittwoch, den 9. August 2023, wurde gegen 2 Uhr ein Obdachloser am Straßenrand auf dem Hernalser Gürtel am Alsergrund sitzend und schwer verletzt aufgefunden. Entdeckt wurde das Opfer von Insassen eines Fahrzeuges, das am Gürtel entlang fuhr. Wie bereits am 12. Juli unternahm allerdings kein Autofahrer irgendetwas, um einem Unterstandslosen zu helfen. Nur weil das Auto beim Gaffen so langsam fuhr, fiel das wiederum einer Polizeistreife auf. Diese entdeckten die Wunden. Da war allerdings schon lebensentscheidende Zeit vergangen. Umgehend wurde durch die Polizisten die Berufsrettung Wien alarmiert und sofort mit der Erstversorgung des Mannes begonnen. Die angeforderten Einsatzkräfte waren rasch vor Ort und übernahmen die notfallmedizinische Versorgung. Daraufhin brachten sie den Verletzten in ein Spital, wo mehrere Stich- und Schnittverletzungen an dessen Körper festgestellt wurden. Nach einer notwendigen Notoperation befand sich der Mann nicht mehr in Lebensgefahr. Auch in diesem Fall ging die Polizei aufgrund der Verletzungen von Fremdverschulden aus. Die Identität des Unterstandslosen konnte zunächst nicht geklärt werden. Er hatte zwar ein Dokument bei sich, doch dies musste erst noch überprüft werden. Der Mann war noch bei Bewusstsein, konnte aber keine Angaben mehr machen. So konnten auch die Hintergründe der Tat zunächst nicht geklärt werden.

#### Das Landeskriminalamt Wien schloss nun einen Zusammenhang dieser drei Fälle nicht mehr aus

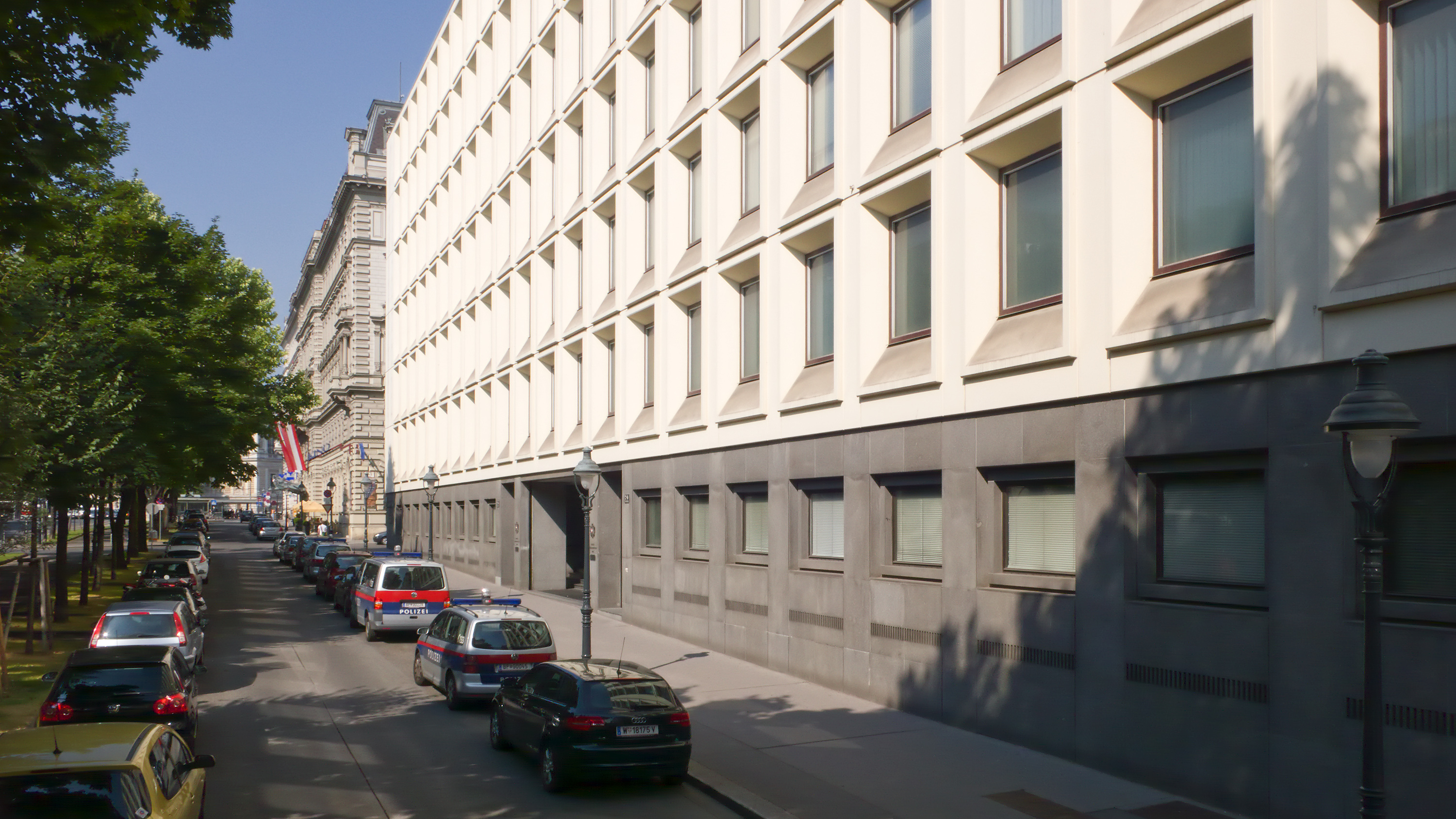
Polizeidirektion Wien am Schottenring 7–9 im 1. Wiener Gemeindebezirk, Innere Stadt.

Nach der dritten Messerattacke auf einsame Unterstandslose in nur vier Wochen warnten jetzt sogar die Ermittler: Aufgrund gewisser Übereinstimmungen kann das Landeskriminalamt Wien einen Zusammenhang dieser drei Fälle nicht ausschließen. Entsprechende Betreuungseinrichtungen wurden seitens der Polizei sensibilisiert.
Ein Polizeisprecher erklärte:
Es gibt gewisse Ähnlichkeiten – die Opfer wurden mit einer Stichwaffe angegriffen und wohl im Schlaf überrascht.
Eine Polizeisprecherin ergänzte:
Das Verletzungsmuster deutet darauf hin, dass es jedenfalls derselbe Täter sein könnte, wie in den anderen beiden Fällen. Mehr Informationen gibt es aktuell aber noch nicht.
Die Polizei prüfte aufgrund dieser Übereinstimmungen nun einen Zusammenhang mit ähnlichen Straftaten im Obdachlosenmilieu. Die Beamten des Bereiches „Leib/Leben“ im Wiener Landeskriminalamt ermittelten jetzt auf Hochtouren und suchten fieberhaft nach dem brandgefährlichen unbekannten Serientäter.
Ein Zusammenhang zwischen den drei Messerattacken schien immer eindeutiger zu werden. Die Kronenzeitung schrieb über die mysteriöse Serie an Messerattacken unter dem Titel Angst vor Serientäter: Auf schlafende Obdachlose eingestochen … Unbekannter Täter stach erneut zu. … In Wien hat es ein bisher unbekannter Täter wohl auf Obdachlose abgesehen, immerhin folgte nun die dritte Messerattacke binnen vier Wochen.

### 10. August 2023: Die Stadt Wien plante trotz des „Messer-Phantoms“ keine zusätzlichen Schutzunterkünfte

Wien Rathaus

Am Donnerstag, den 10. August 2023, veröffentlichte die Kronenzeitung einen Wiener Stadtplan mit dem Titel: Wiener Stadtplan: „Blutspur des Messer-Phantoms“. Dennoch plante die Stadt Wien trotz der besonderen Situation keine zusätzlichen Schutzunterkünfte für die fast 12.000 bekannten Unterstandslosen der Stadt:
In der jetzigen Situation mehr Quartiere zum Schutz zur Verfügung zu stellen, plant die Stadt Wien nicht, wie der Leiter der Wiener Wohnungslosenhilfe, Markus Hollendohner, am Donnerstag mitteile. Nicht jede oder jeder wolle in eine Unterkunft.
Im Sommer gibt es in der Stadt Wien durch das Auslaufen des Winterpakets in Einrichtungen für Wohnungslose rund 1.000 Schlafplätze weniger als im Winter. Die verbliebenen Plätze sind deswegen jede Nacht voll. Durch die akute Bedrohungslage mussten massenhaft Schutzsuchende abgewiesen werden. Trotz der erheblichen Dunkelziffer im Bereich Unterstandslose gab es seitens der Stadt Wien keinen weiteren Schutz.

#### Aufruf der Caritas: Bildet Gruppen!

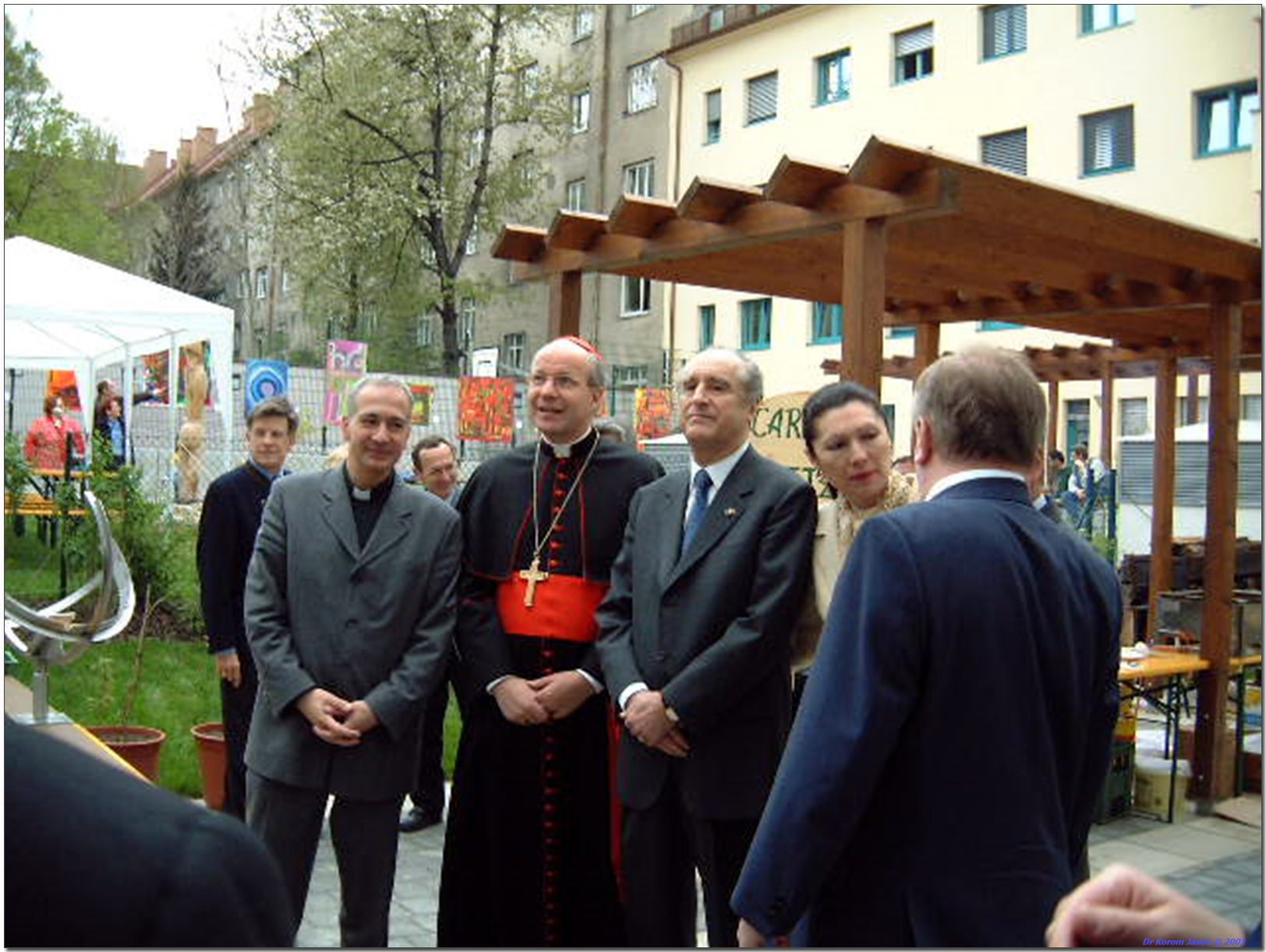
Zentrale der Caritas der Erzdiözese Wien.

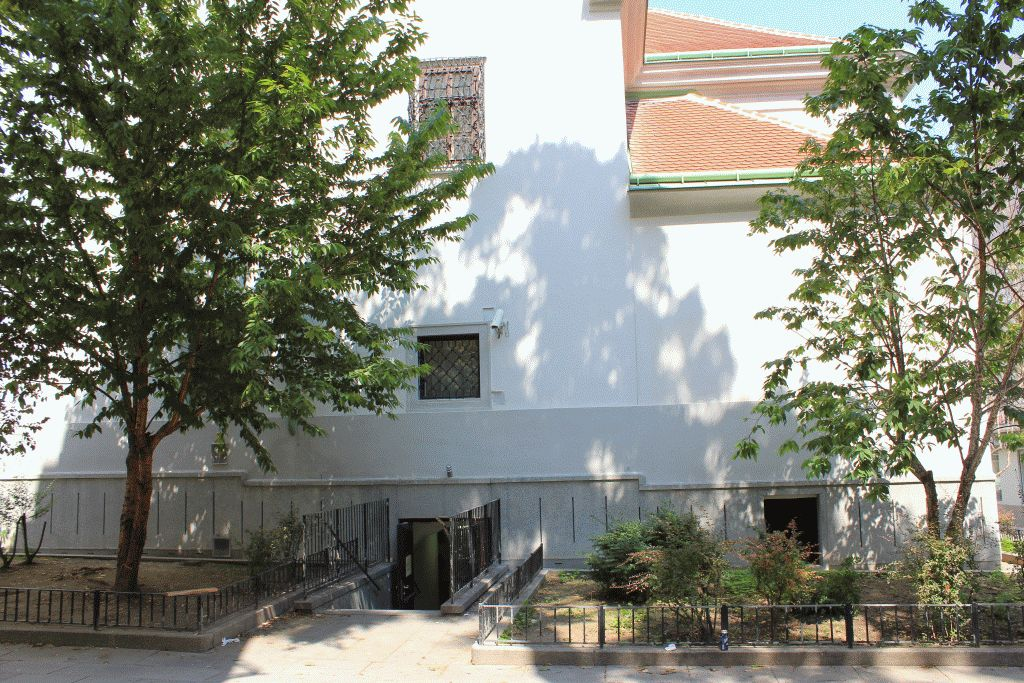
Eingang zur Obdachloseneinrichtung Die Gruft in Wien.

Die Caritas der Erzdiözese Wien rief zu mehr Solidarität auf. Im Caritas-Betreuungszentrum Die Gruft direkt unter der Mariahilfer Kirche herrschte getrübte Stimmung. Susanne Peter, die Leiterin des Streetwork-Teams bei der Wiener Caritas, empfahl dort den Unterstandslosen deswegen Gruppenbildungen:
Wir versuchen zu sensibilisieren und sagen: Schlaft nicht alleine, schlaft vielleicht in Gruppen. Die drei Personen waren bei den Attacken alleine. Da ist die Hoffnung, wenn das eine Gruppe ist, dass sich die Person oder die Personen nicht trauen, mehrere Klientinnen, Klienten zu attackieren-
Sie erklärte, dass es jetzt auch auf die Gesellschaft ankomme:
Es ist natürlich Thema unter Klientinnen und Klienten und uns Betreuerinnen und Betreuern. Ich arbeite seit 30 Jahren in dem Bereich, und so etwas war noch nie da. … Unsere Klienten sind sich der Gefahr sehr bewusst. … Das Leben auf der Straße bringt immer Gefahren mit sich. Sei es Hitze, Kälte oder nun auch pure Gewalt. Ich bitte die Bevölkerung näher hinzuschauen und auch wieder mehr auf die Obdachlosen zu achten sowie Verdachtsmomente auch immer gleich der Polizei zu melden.
Ein großes Problem bei den Unterstandslosen ist deren Erreichbarkeit. Zwar wissen die Streetworker über die Aufenthaltsorte vieler Bescheid, aber bei weitem nicht von allen. Hinzu kommt, dass auch die Streetworker nur zu einem kleinen Ausschnitt des Obdachlosenmilieus Zugang haben. Selbst aus offiziellen Statistiken ergeben sich erhebliche Diskrepanzen. In Wien wird von rund 12.000 bekannten Unterstandslosen ausgegangen. Ganzjährige stationäre Plätze gibt es knapp 7.000, im Winter werden knapp 8.000 bezahlt. Dennoch schrieb der ORF:
Die Schätzung der Anzahl von Menschen, die tatsächlich obdachlos sind, ist schwierig, da es einen unbekannten Anteil an nicht registrierten Personen gibt. Man geht aber in Wien in etwa von 1.500 Personen aus.
Dabei müsste wegen der erheblichen Dunkelziffer die Zahl erheblich über 4.000 Unterstandslosen liegen, im Sommer sogar deutlich über 5.000 Unterstandslosen.
Zudem haben die meisten auch keinen Zugang zu Medien und wussten demnach vielleicht gar nichts von den Attacken. Die Caritas bat daher die Bevölkerung, mit offenen Augen durch die Stadt zu gehen und Obdachlose bei der Gruft der Caritas zu melden, damit Streetworker Kontakt aufnehmen können. Hier offenbarte sich angesichts der Bedrohungslage ein strukturelles Defizit der Obdachlosenfürsorge.

#### Verstärkter Streifendienst der Wiener Polizei und Sensibilisierung
Da es keine konkreten Hinweise zu den Bluttaten gab, setzte das Landeskriminalamt auf ein dichteres Netz an Polizeikontrollen und Sensibilisierung.
Im Fokus der Exekutive standen jetzt vorerst die Prävention in Obdachlosenheimen mit Aufklärungs- und Sensibilisierungsgesprächen. Betreuungseinrichtungen für Obdachlose wurden von der Polizei ebenfalls sensibilisiert und gebeten, ihre Klientinnen und Klienten auf die mögliche Gefahr aufmerksam zu machen.
Der Streifendienst in den Rayons der Wiener Polizei, in denen sich Unterstandslose vor allem in der Nacht aufhalten, wurde sensibilisiert. Bei den Kontrollen sollte verstärkte Aufmerksamkeit auf bekannte stark frequentierte Schlafplätze der Sandler gelenkt werden, aber vor allem auf die Örtlichkeiten – soweit bekannt – wo einzelne Unterstandslose unter freiem Himmel nächtigen.
Das Opfer der dritten Attacke wurde mittlerweile identifiziert. Es handelte sich um einen 55-Jährigen polizeilich bisher nicht in Erscheinung getretenen Unterstandslosen. Der Gesundheitszustand des Schwerverletzten hatte sich am Donnerstag wieder verschlechtert. Deshalb konnte er bis Donnerstagabend noch nicht von den Ermittlern einvernommen werden. Sobald es sein Gesundheitszustand zulassen sollte, sollte der Unterstandslose befragt werden. Laut dem Polizeisprecher behandelte die Kriminalpolizei nun die drei Fälle als Einheit, selbst wenn es sich um unterschiedliche Täter handeln sollte. Unklar blieb vorerst noch, ob bei allen Vorfällen die gleiche Art Waffe eingesetzt wurde. Details bezüglich Klingenlänge oder deren Schärfe wurden vorerst nicht beantwortet.

#### Reaktionen der Unterstandslosen

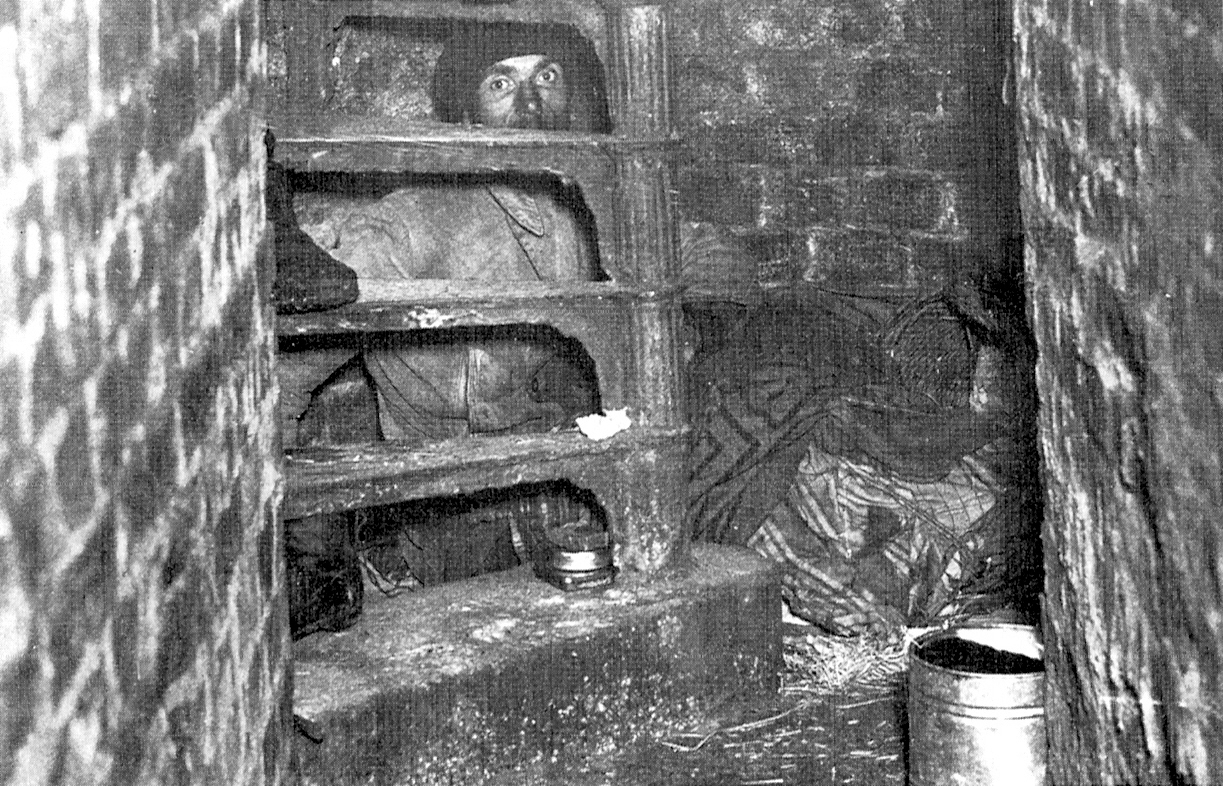
Bewohner der Wiener Kanalisation um 1900.

Obwohl auf der Straße Aufregung und teilweise sogar Angst und Schrecken herrschten, kam es kaum zu den von der Caritas empfohlenen Notgemeinschaften. Den Unterstandslosen blieb nur, weiter zu überleben wie bis dahin auch. Lediglich der Exxpress berichtete:
Allein trauen sich die Obdachlosen jetzt kaum noch, im Freien zu übernachten. Sie bilden Schlafgemeinschaften.
Hier wurde von dem Boulevard-Onlinemedium allerdings von Einzelerscheinungen auf die Gemeinschaft der Unterstandslosen geschlossen – eine Gemeinschaft, die es nicht gibt.
Nur wenige Unterstandslose äußerten sich zu der Bedrohungslage, meist in dem Tenor, dass sie im Fall eines Überfalls lediglich von der Last ihres menschenunwürdigen Daseins in Armut und Not befreit würden. Andere wiederum setzten statt auf Schlafsäcken auf Decken, um sich im Fall der Fälle auch schneller gegen etwaige Angreifer zu wehren, oder einen Angriff generell zu vereiteln. Niemand fühlte sich mehr sicher, aber das war zuvor auch nicht viel anders.
Die Obdachlosen sind ständig eine massiv angefeindete Gruppe. Unterstandslose, die im Freien schlafen müssen, bangen ohnehin Nacht für Nacht um ihr Leben. Furcht darf unter solchen Umständen keinen Platz in ihrem Leben haben. Eine ehemalige Unterstandslose erzählte in einem Video der Kronenzeitung von Attacken mitten in der Nacht, die schon vor Jahren normal waren. Besonders Frauen waren und sind gefährdet. Auch diesmal war eins der drei Opfer eine Frau.
Wiens Caritas-Direktor Klaus Schwertner äußerte:
Einige sagen, sie überlegen sich nun genau, wo sie nächtigen. Sie suchen Verstecke und Orte, wo sie ihre Sachen sicher verwahren können.
Einige von denen, die die Nachricht erreicht hatte, suchten erstmals in ihrem Leben Zuflucht in einer Notschlafstelle, obwohl sie bisher nie solche Einrichtungen aufsuchten. Sie waren in Sorge, dass sie die Nächsten sind. So hatten sich innerhalb weniger Tage auch die zusätzlichen nächtlichen Schutzplätze gefüllt, die der Fonds Soziales Wien nach den Messerattacken auf Obdachlose bereitgestellt hat.
Susanne Peter, die Teamleiterin Streetwork der Caritas, erklärte:
Allerdings gibt es auch einige Obdachlose, die nicht in geschlossenen Räumen mit anderen Menschen zusammen sein können und nicht einmal im Winter in den Notquartieren Schutz suchen.
Einige Unterstandslose begaben sich wie oft üblich in den Untergrund oder in die Wiener Kanalisation. Andere Unterstandslose suchten sich vermehrt Schlafplätze in den Wäldern, aber das war nichts Neues und offenbar nicht signifikant höher. Auch in den Wäldern verstärkte sich die Tendenz zu unterirdischen Zelten wie (selbstgegrabene) Höhlen. Viele bekamen die Bedrohung gar nicht mit, weil sie teilweise keine herkömmlichen Medien lesen, weil sie teilweise psychisch krank oder angeschlagen sind und deshalb auch gar nicht erfassen können, was da passiert ist, und andererseits, weil es teilweise auch Sprachbarrieren gibt.

### 11. August: „Sicherheitskrise in Wien“
Am Freitag, den 11. August 2023, schrieb der Exxpress im Artikel Sicherheitskrise in Wien: Was uns alle große Sorgen bereitet:
„Die Ermittlungen laufen auf Hochtouren“ – langsam drohen diese Worte zum Slogan der Stadt Wien zu werden. Nach der dritten Messer-Attacke auf Obdachlose sind viele Bürger in großer Sorge. Schafft es die lebenswerteste Stadt der Welt nach Macheten-Mord und Vergewaltigungen nicht einmal mehr, die Schwächsten der Gesellschaft zu beschützen?
Der Exxpress setzte die Situation ins Verhältnis zu dem ebenfalls damals noch nicht aufgeklärten Machetenmord an dem 31-jährigen Algerier Djafaar H. vom 20. April 2023. Auch dort hieß es: „Die Ermittlungen laufen auf Hochtouren“.

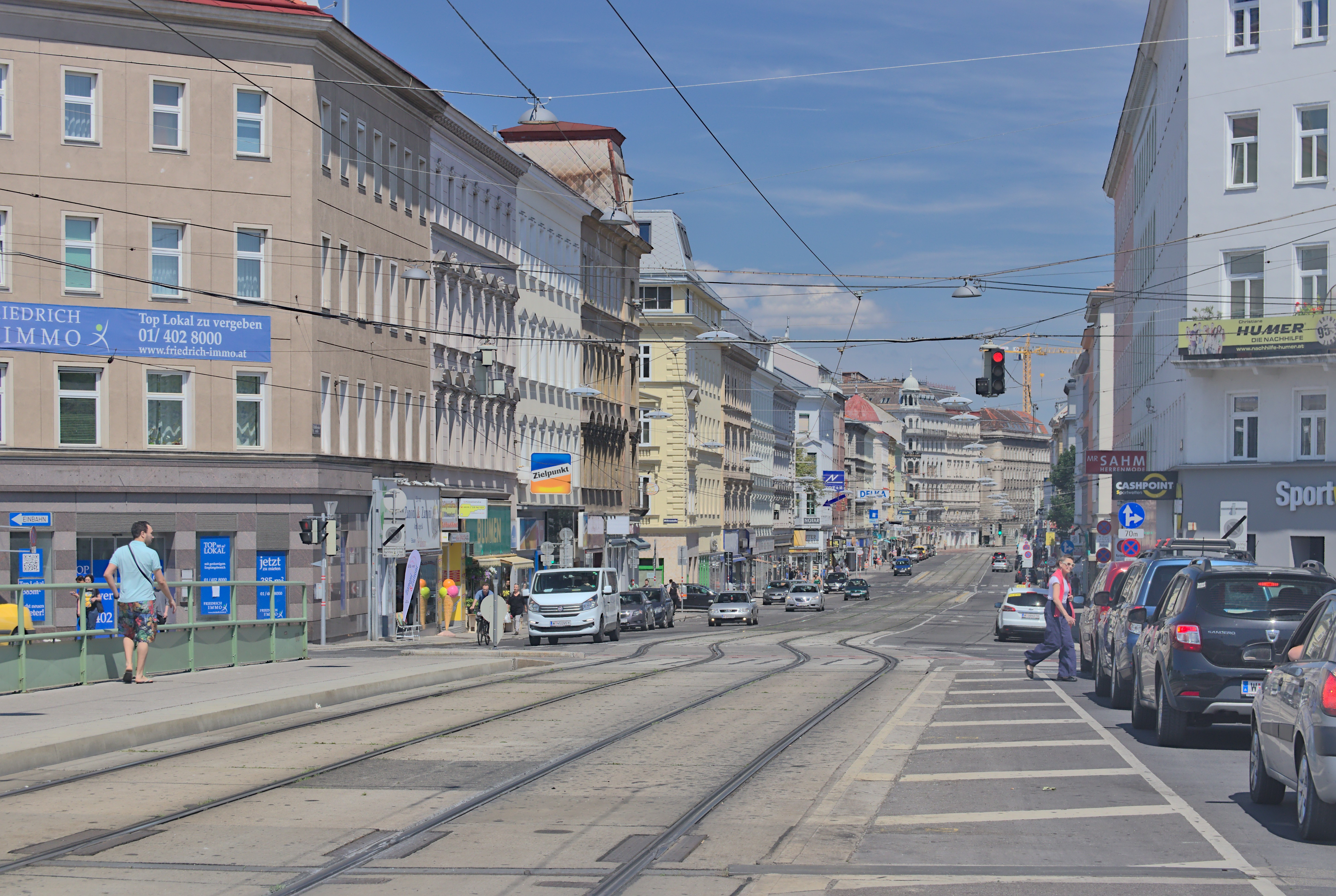
Die Wallensteinstraße in Wien, illegaler Wohnort von Djafaar H.

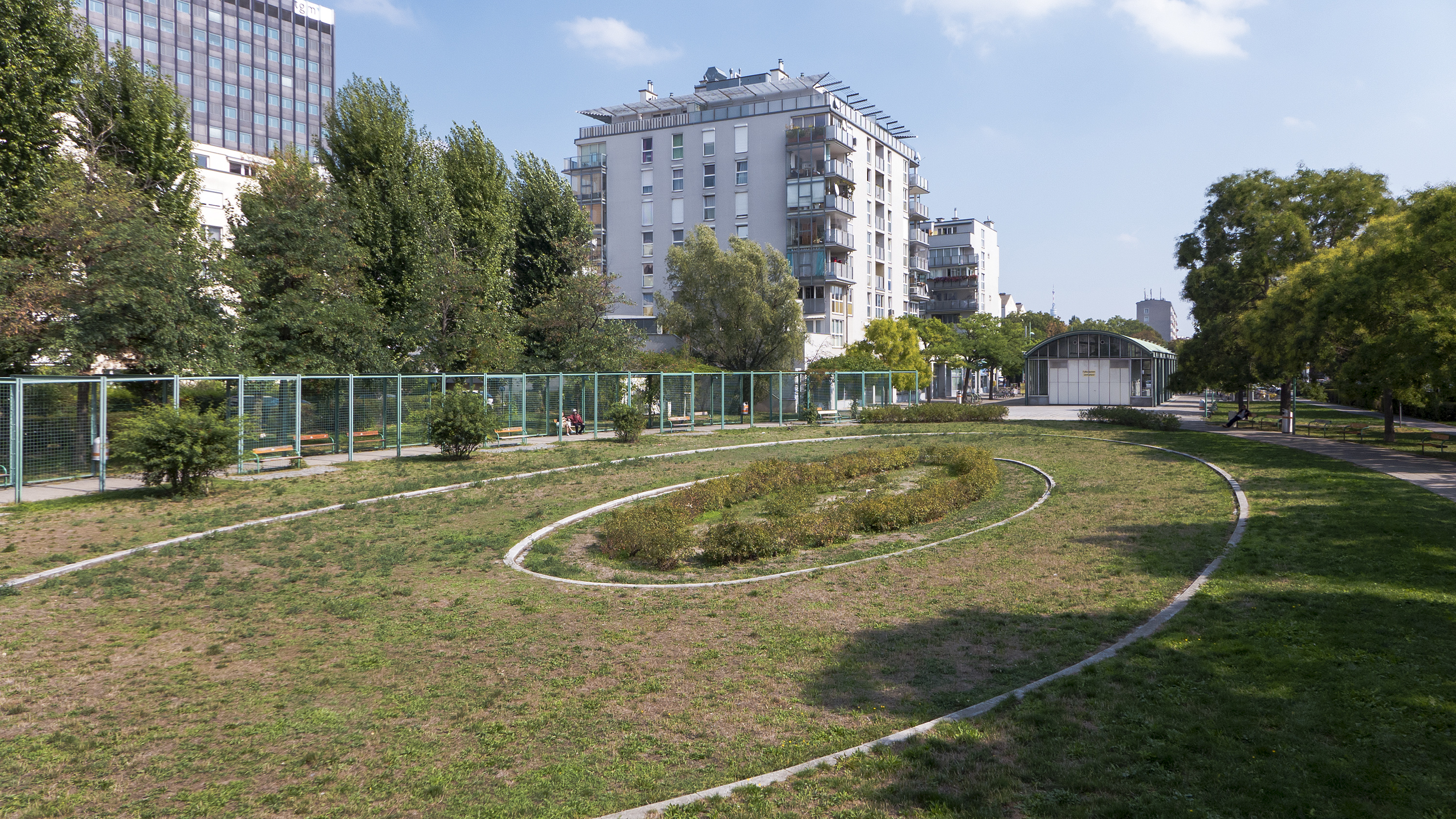
Hugo-Gottschlich-Park in Wien 20 an der U-Bahn-Station Jägerstraße – der Ort der Blutrache.

Der in Österreich nicht gemeldete „ranghohe Drogenboss“ lebte illegal in einer Wohnung in der Wallensteinstraße im Wiener Stadtteil Brigittenau. Zunächst musste erst einmal die Identität des Ermordeten aufgeklärt werden. Bei der Durchsuchung der illegalen Wohnung zwei Wochen nach dem Mord konnten zwei Personen angetroffen werden. Einer der beiden, ein 30-jähriger algerischer Staatsbürger, soll bei der Tat anwesend gewesen sein. Er soll mit dem Opfer vor der Attacke unterwegs, allerdings nicht an der Tathandlung beteiligt gewesen sein. Für den ranghohen Drogenboss arbeiteten mindestens vier weitere Algerier im Suchtmittelgeschäft als „Streetrunner“ (Straßenläufer), die ihn wegen Abrechnungsstreitigkeiten in der Nähe der U-Bahn-Station Jägerstraße in einen Hinterhalt lockten und regelrecht hinrichteten. Alle fünf stammen bzw. stammten aus Constantine, der drittgrößten Stadt Algeriens. Einer der Verdächtigen konnte bei der Flucht von der Polizei aus dem Donaukanal gefischt werden, den drei anderen gelang die Flucht nach Frankreich, wo sie sich sicher wähnten. Allerdings gelang es aufgrund der akribischen Arbeit der österreichischen Ermittler und der internationalen Zusammenarbeit, ihre Identität trotz Spitznamen ausfindig zu machen, so dass eine Auslieferung von Frankreich an Österreich erfolgte.
Der ORF schrieb am 19. März 2024:
Bei der Strafbemessung wurde die bisherige Unbescholtenheit der Männer mildernd gewertet."
Für den tatsächlich unbescholtenen Bürger ergibt sich nun das Problem, dass mindestens fünf Mitglieder einer kriminellen Vereinigung, die von Algerien aus Drogen verkauft hatte, dies offenbar ungestört tun konnten – und das Versagen der Polizei und Justiz auch noch euphemistisch als „Unbescholtenheit“ der Täter hingestellt wird. Augenzeugen sprachen sogar von bis zu zehn Angreifern bei dieser Hinrichtung mitten in Wien. Offenbar aber wollen Polizei und Justiz die vier Verurteilten der Öffentlichkeit als die Gesamttäter verkaufen.
Unter diesen Umstanden muss davon ausgegangen werden, dass der organisierte Drogenhandel mir „ranghohen Drogenbossen“ und „Streetrunnern“ (Straßenläufern) nach wie vor unbehelligt von der Polizei und Justiz weiterläuft. Lediglich die Hinrichtung – auch noch in der Öffentlichkeit – brachte ein einziges Schlaglicht in das Dunkel des organisierten Handel mit Suchtgiften in Wien und anderswo (einer der Täter saß bereits wegen Drogendelikten in Frankreich im Gefängnis). Dieses strukturelle Versagen von Polizei und Justiz ist Ausdruck einer umfassenden Sicherheitskrise nicht nur in Wien, sondern auch in ganz Europa.
Selbst am Tatort des Machetenmordes wurde gleich wieder weitergedealt. Die organisierte Kriminalität konnte sich keine Ausfälle leisten. Schon am 16. Juni berichtete der Exxpress:
Jedenfalls berichten Anwohner vom munteren Dealen in und um die U6-Station, das wieder Vor-Mord-Niveau, erreicht habe. Es wird sich herumgesprochen haben, dass die Polizeiinspektionen in der Brigittenau chronisch unterbesetzt sind und die 18 Überwachungskamera am Drogen-Hotspot nichts bringen. Bis heute gibt es keine Fahndungsfotos von den Macheten-Mördern, weil die umfangreiche Videoüberwachung nur unbrauchbares “Schneegestöber” lieferte.
Für den tatsächlich unbescholtenen Bürger ergibt sich auch das Problem, dass die Täter ihre Tradition der Blutrache nach Europa bringen konnten. Die Staatsanwältin Helms führte im Prozess aus: Die Angeklagten seien „wie Brüder“ und hätten sich daher gemeinsam dazu entschlossen, den 31-jährigen Djafaar H. zu töten.
Wenn die Ehre oder der Respekt von nur einem der Brüder verletzt wird, gibt es nur eines: Blutrache. Genau das haben sie gemacht.
Da jeder Bürger – ob in Wien oder anderswo in Europa – von dieser archaischen Blutrache betroffen sein kann, hat nicht nur die Stadt Wien, sondern ganz Europa ein Sicherheitsproblem.
Der Exxpress erwähnte auch die zunehmenden „Krimi-Hotspots – vom Praterstern bis zum Keplerplatz“ und die zunehmende Jugendkriminalität als Zeichen der Sicherheitskrise:
2022 wurden mehr als 3000 Kinder unter 14 und mehr als 8400 Jugendliche zwischen 14 und 18 Jahren als Tatverdächtige ausgeforscht. Für die Straßenkriminalität sind vor allem Jugendliche mit Migrationshintergrund verantwortlich.

### 12. August 2023: das Tageszentrum Obdach Josi des Fonds Soziales Wien öffnet als Notschlafstelle
Nach Angaben der Polizei am 12. August 2023 war das dritte obdachlose Messer-Opfer nach wie vor nicht vernehmungsfähig. Der Druck, zusätzlichen Schutzraum für obdachlose Menschen für die Abend- und Nachtstunden zu organisieren, wuchs stark an. Damit die unsicher gewordene Parkbank nicht unbedingt als Schlafplatz dienen musste, eröffnete in dieser unklaren Situation  das Tageszentrum Obdach Josi unterhalb der Wiener U6-Station Josefstädter Straße ab der Nacht von Samstag, den 12. August 2023, auf Sonntag, den 13. August 2023, einen Nachtbetrieb und bot einen Schutzraum mit einer Kapazität für bis zu 50 Personen. Das Obdach Josi hat gewöhnlich nur untertags von 9.00 bis 18.00 Uhr geöffnet.
In einer Aussendung hieß es: bis auf weiteres wird der Betrieb auch abends und nachts stattfinden.
Es war möglich gewesen, alle Nachtdienste zu besetzen. Die FSW-Obdach-Leiterin Barbara Trsek äußerte sich  hierzu:
Es ist für uns in der Wohnungslosenhilfe eine noch nie dagewesene Situation, Tageszentren auch nachts öffnen zu müssen.
Der Schutzraum bot in den Stunden von 21:00 Uhr bis 6:00 Uhr sicheren Aufenthalt sowie Verpflegung. Schon in der ersten Nacht war die Kapazität von 50 Schutzplätzen voll ausgeschöpft. Zwei Freiwillige aus anderen Bereichen von FSW Obdach und zwei Mitarbeiter aus dem Team des Obdach Josi stellten die Betreuung sicher. Es zeigte sich, dass der Bedarf angesichts offiziell 1.500 Unterstandsloser (und geschätzt erheblich über 5.000 Unterstandsloser im Sommer) bedeutend höher war. So schrieb der Exxpress:
Die Caritas und auch die Stadt selbst wollen die Wohnungslosen zumindest nachts am liebsten ganz von der Straße holen. So wurde zunächst das Obdachlosenheim “Josi” unterhalb der U6-Station Josefstädter Straße seit vergangenem Wochenende auch abends und in der Nacht geöffnet. Es bietet 50 Schlafplätze – viel zu wenige natürlich.
Das Tageszentrum empfahl:
Obdachlosigkeit fordert Menschen körperlich sehr: Manche sind krank oder verletzt, alle sind müde … Solidarität zeigen und achtsam sein! Fragen, wenn man merkt, dass es jemandem auf der Straße nicht gut geht. Oder auch das Team von Obdach unterwegs informieren, damit sie nachfragen können.
Eines der Opfer lebte bereits viele Jahre auf der Straße und war bei vielen Mitarbeitern der Caritas bekannt:
Es herrscht große Betroffenheit und ein Bewusstsein, dass rasch reagiert werden muss.

### 14. August: der zweite Obdachlose stirbt an seinen Stichwunden
Am 14. August teilte die Polizei am Morgen mit, dass der Unterstandslose, der am 9. August 2 Uhr in der Josefstadt auf dem Straßenrand sitzend entdeckt wurde, am Sonntagnachmittag, den 13. August 2023, im Tiefschlaf verstorben war. Auch ein zweiter Eingriff konnte dem Opfer nicht mehr helfen. Dem Unterstandslosen war zu spät Hilfe zuteil geworden. Alle Autofahrer waren an dem am Straßenrand sitzenden Schwerverletzten vorbeigefahren, nachdem sie bemerkt hatten, dass es sich nur um einen Sandler handelte. Die Polizei wurde zu spät auf die Stelle aufmerksam, nachdem sie beobachtete, wie ein Fahrzeug verdächtig langsam fuhr – ohne dass die Insassen etwas für den Obdachlosen taten. Das Opfer konnte vor seinem Tod nicht mehr polizeilich befragt werden.
Nach dem zweiten toten Unterstandslosen innerhalb von vier Wochen durch Messerstiche und einer weiteren Messerattacke in diesem Zeitraum wurde aus den bedauerlichen Einzelfällen nun eine Mordserie.
Die Kronenzeitung schrieb von einer mysteriöse[n] Serie an Messerattacken:
In Wien treibt augenscheinlich ein Serientäter sein Unwesen, der es auf Obdachlose abgesehen hat. … In der Obdachlosen-Szene herrscht mittlerweile Angst und Schrecken. Die Polizei steht unter Druck. Das Landeskriminalamt setzte derzeit auf ein dichtes Netz an Polizeikontrollen und Sensibilisierung. Vor allem in der Nacht sind die Beamten in Alarmbereitschaft, da der unbekannte Täter bis jetzt immer nachts zuschlug.
Die Zeitung Heute schrieb:
Das bisher letzte Opfer der Attacken auf Obdachlose in Wien ist am Sonntag seinen schweren Verletzungen erlegen. Die Polizei jagt einen Serien-Täter. … Die Exekutive geht bei allen drei Angriffen vom selben Täter aus. Die Ermittlungen würden auf Hochtouren laufen. … Die Beamten des Bereiches „Leib/Leben“ im Wiener Landeskriminalamt ermitteln.
Noch am gleichen Abend legte die Kronenzeitung nach:
Für die Wiener Mordermittler ist es ein gnadenloser Wettlauf gegen die Zeit. Denn in der Zwei-Millionen-Einwohner-Stadt versteckt sich ein Serientäter. Ein Phantom, das mit dem Messer gnadenlos Jagd auf die Schwächsten der Gesellschaft macht. … Welches Motiv bewegt den Doppelmörder? Wie denkt jemand, der innerhalb von nur vier Wochen an drei Tatorten seine Blutspuren hinterlässt? In Hintergrundgesprächen versuchen sich Profiler und Sicherheitsexperten in den Kopf des Phantom-Killers zu begeben.

#### Internationale Aufmerksamkeit
Die Mordserie an Unterstandslosen in Wien erregte am 14. August 2023 nun auch internationale Aufmerksamkeit.
Noch gleichen Tages war in der Bild-Zeitung zu lesen: Drei Opfer in vier Wochen: Wiener Polizei jagt Serienmörder. Das Landeskriminalamt Wien hatte gegenüber dieser auflagenstärksten Tageszeitung in Deutschland bestätigt:
Aufgrund des Modus Operandi (Art der Durchführung, d.Red.) gehen wir von einem Serientäter aus.
Über die Tatwaffe war bekannt, dass es sich um ein Messer oder einen ähnlichen Gegenstand handelte. Alle Opfer wiesen ähnliche Stich- und Schnittverletzungen auf. Dabei seien Oberkörper und weitere Körperteile gleichermaßen betroffen gewesen.
Auch der Tagesspiegel griff noch gleichen Tages das Thema auf: Zwei tote Obdachlose, eine Verletzte: Wiener Polizei sucht nach einem Serientäter:
Die Polizei geht davon aus, dass eine Person für alle drei Attacken verantwortlich ist."

#### Die Stadt Wien eröffnet weitere vier Schutzräume mit insgesamt 40 neuen Notschlafplätzen
Durch die internationale Aufmerksamkeit erheblich unter Druck geraten, besserte die Stadt Wien nun das Angebot an geschützten Plätzen für die Unterstandslosen weiter nach, da auch in der zweiten Nacht die 50 Plätze im Obdachlosentageszentrum Obdach Josi belegt waren.
An vier Standorten wurden 40 zusätzliche Aufenthaltsplätze eröffnet. Gemeinsam mit den Trägern Caritas der Erzdiözese Wien und dem Wiener Roten Kreuz können bereits in der Nacht auf Dienstag die ersten Plätze und ab Dienstag rund 30 Plätze aktiviert werden, hieß es in einer Aussendung. Mit den 50 bereits geschaffenen Plätzen wird es so insgesamt 90 neue Plätze an fünf Standorten für wohnungslose Menschen in Notschlafstellen geben.
Die im niederschwelligen Bereich ganzjährigen 6800 Plätze in Chancenhäusern sowie weitere 160 Plätze in zwei Notquartieren für besonders vulnerable Personen sind dauerbelegt, weswegen trotz des Sommers infolge der brisanten Situation zusätzliche Schutzplätze für die Unterstandslosen geschaffen werden mussten.
Während der ORF am 14. August 2023 von nur im niederschwelligen Bereich ganzjährig 680 Plätzen in Chancenhäusern und weiteren 160 Plätzen in zwei Notquartieren für besonders vulnerable Personen schrieb, schrieb er am 23. August 2023 angesichts von rund 12.000 bekannten Unterstandslosen in Wien plausibler: Darüber hinaus gibt es im Regelbetrieb der Wiener Wohnungslosenhilfe ganzjährig 6.800 Plätze für wohnungs- oder obdachlose Menschen sowie 160 Plätze in Notquartieren für besonders vulnerable Personen, die ebenfalls ganzjährig offengehalten werden. Vgl. und
Die 50 Notschlafplätze, die bereits am Wochenende in der Tageseinrichtung Obdach Josi geöffnet wurden, waren stark nachgefragt.

### 15. August: Caritas sprich von „noch nie dagewesener Gewalt“ und verteilt Trillerpfeifen und Taschenalarme
Wiens Caritas-Direktor Klaus Schwertner äußerte sich am 15. August 2023 zu den Attacken auf Obdachlose:
In den vergangenen Jahren hat es immer wieder vereinzelt Schikane oder auch Gewalt gegen Obdachlose gegeben. Diese Form ist aber einzigartig. So etwas hat es in Wien noch nicht gegeben, es ist eine noch nie dagewesene Form der Gewalt.
Der Caritas-Direktor wies auf die 30 zusätzlichen Schlafplätze bei Caritas-Einrichtungen hin:
Das ist ein erster Schritt. Mit Auslaufen des Winterpakets gibt es einfach zu wenig Plätze. Während der Pandemie war das anders.
Streetworker waren nun drei Mal pro Woche unterwegs, klärten unter anderem über das Passierte auf, sensibilisierten und versuchen zumindest einen Teil der Angst zu nehmen. Sie wiesen die Unterstandslosen darauf hin, achtsam zu sein, nachts nicht alleine unterwegs zu sein oder zu schlafen und den Schlafsack offen zu lassen, um im Notfall schneller reagieren zu können.
Die Streetworker wurden nun auch mit Trillerpfeifen und Taschenalarmen ausgestattet, die – wenn gewünscht – an Obdachlose verteilt wurden und im Ernstfall als Abschreckung dienen sollten.
Angreifer sollen damit verschreckt und notfalls möglichst schnell Hilfe geholt werden können.
Allerdings vermisste die Caritas eine weitreichende Solidarität in Form von Spenden, Hitzepaketen und Co. Schwertner appellierte:
Das Streetwork muss weiter ausgebaut werden, vor allem aufgrund der aktuellen Verunsicherung.
Er erachtete es für wichtig, dass zusätzliche Streetwork-Teams auf die Straße geschickt würden, um die Menschen zu informieren und um gegebenenfalls helfen zu können. Außerdem bat er darum, wenn obdachlose Menschen wahrgenommen würden, bei der Caritas anzurufen, damit sie helfen könne.

#### Intensive Medienberichterstattung zum „Messer-Phantom“
Ebenfalls am 15. August 2023 überschlug sich die Presse. Die Tageszeitung Heute brachte nicht nur das Interview mit dem Wiener Caritas-Direktor Klaus Schwertner, sondern gleich noch zwei weitere Artikel zum gleichen Thema. In einem davon bezeichnet sie nun ebenfalls wie die Kronenzeitung den Gesuchten als Messer-Phantom: Keine Spur zu Phantom – Killer zog Blutspur durch Wien.
Seit vier Wochen zieht ein mutmaßliches Messer-Phantom eine Blutspur durch Wien, schlug bisher an drei völlig verschiedenen Orten zu. Die einzige Gemeinsamkeit: Bei den Opfern handelt es sich jeweils um wehrlose Obdachlose, die abgelegen und alleine im Freien übernachteten.
Auch das ORF sendete erneut zum Thema unter dem Titel: Nach Attacken: Plätze und Pfeifen für Obdachlose.

### 16. August 2023: 10.000 Euro Belohnung für sachdienliche Hinweise auf den „Obdachlosen-Killer“
Trotz akribischer Ermittlungsarbeit konnten keine konkreten Hinweise zum Täter gewonnen werden. Aufgrund der ähnlichen Verletzungsmuster und der Tatsache, dass die Taten alle in den Nachtstunden und an wohnungslose Personen begangen worden sind, ging das Landeskriminalamt Wien mittlerweile von einem Zusammenhang zwischen den Attacken und von der gleichen Täterschaft aus. Aber die Ermittlungen brachten nicht den erhofften Erfolg, obwohl der Serientäter eine regelrechte Blutspur durch Wien zog. Von dem Messer-Phantom fehlte jede Spur.
Die Polizei stand durch die intensive Berichterstattung stark unter Druck. So wurde in der Zeitung Heute aus dem Messer-Phantom der Obdachlosen-Killer. In dieser Situation stellte nach Angaben der Landespolizeidirektion Wien der Verein der Freunde der Wiener Polizei 10.000 Euro Belohnung für sachdienliche Hinweise zur Verfügung. Damit wurde die Bevölkerung aufgefordert mitzuhelfen. Die Polizei machte bei der Jagd auf den Obdachlosen-Killer jetzt ernst und hoffte so, dem Täter schnell auf die Spur zu kommen.
Außerdem wies die Polizei auf die angeblich erheblich strafmildernde Wirkung eines Geständnisses hin, um den Serientäter zur Aufgabe zu bewegen.
Zudem wurde auf die Aufklärungsquote bei Tötungsdelikten in Österreich verwiesen, die bei 90 Prozent liege, da Mord nie verjährt und die Ermittlungen daher niemals eingestellt werden. Die verschiedenen Ermittlungsbereiche des Landeskriminalamt (LKA) Wien arbeiteten bereichsübergreifend zusammen, um so rasch als möglich neue Erkenntnisse gewinnen zu können. Sie bearbeiteten die bereits eingegangenen Hinweise und werteten das Videomaterial aus öffentlichen Kameras aus. Außerdem befragten sie intensiv Personen. Mit diesen Verlautbarungen sollte der Druck auf die bis dahin erfolglose Polizei an den Serientäter weitergereicht werden, in der Hoffnung, dass er sich stellt.
Die Polizei erwartete Hinweise auf zwei Fragestellungen:
1. Hat jemand in den Nachtstunden des 12. Juli, 22. Juli und des 9. August 2023 im Bereich des Treppelweges am Handelskai, rund um den Praterstern insbesondere im Bereich des Venediger Au Parks und/oder im Bereich des Hernalser Gürtels verdächtige und/oder sachdienliche Wahrnehmungen gemacht?
2. Wurde jemandem von diesen Taten berichtet oder hat jemand gehört, dass eine Person mit einschlägigem Täterwissen darüber geredet hat?
Die Austria Presse Agentur berichtete, dass bereits einen Tag später mehr als zwei Dutzend Hinweise bei der Polizei eingegangen waren. Die Ermittler gingen nun jedem Hinweis nach, was aber einige Zeit in Anspruch nehmen würde.

### 20. August 2023: das Wiener Rote Kreuz öffnet das Winternotquartier Haus Baumgarten

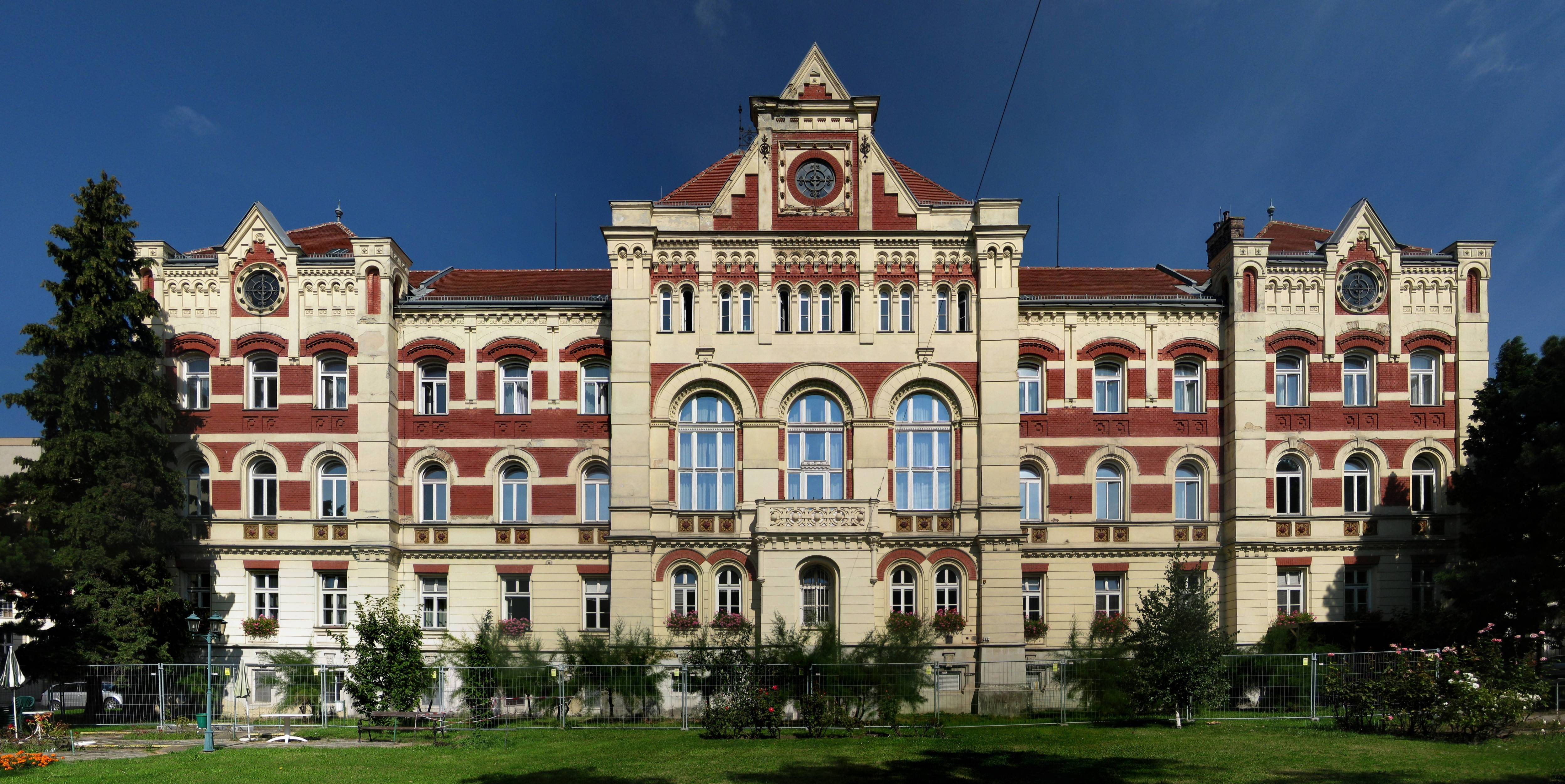
Bezirksvorstehung Baumgarten für den 14. Wiener Gemeindebezirk Penzing

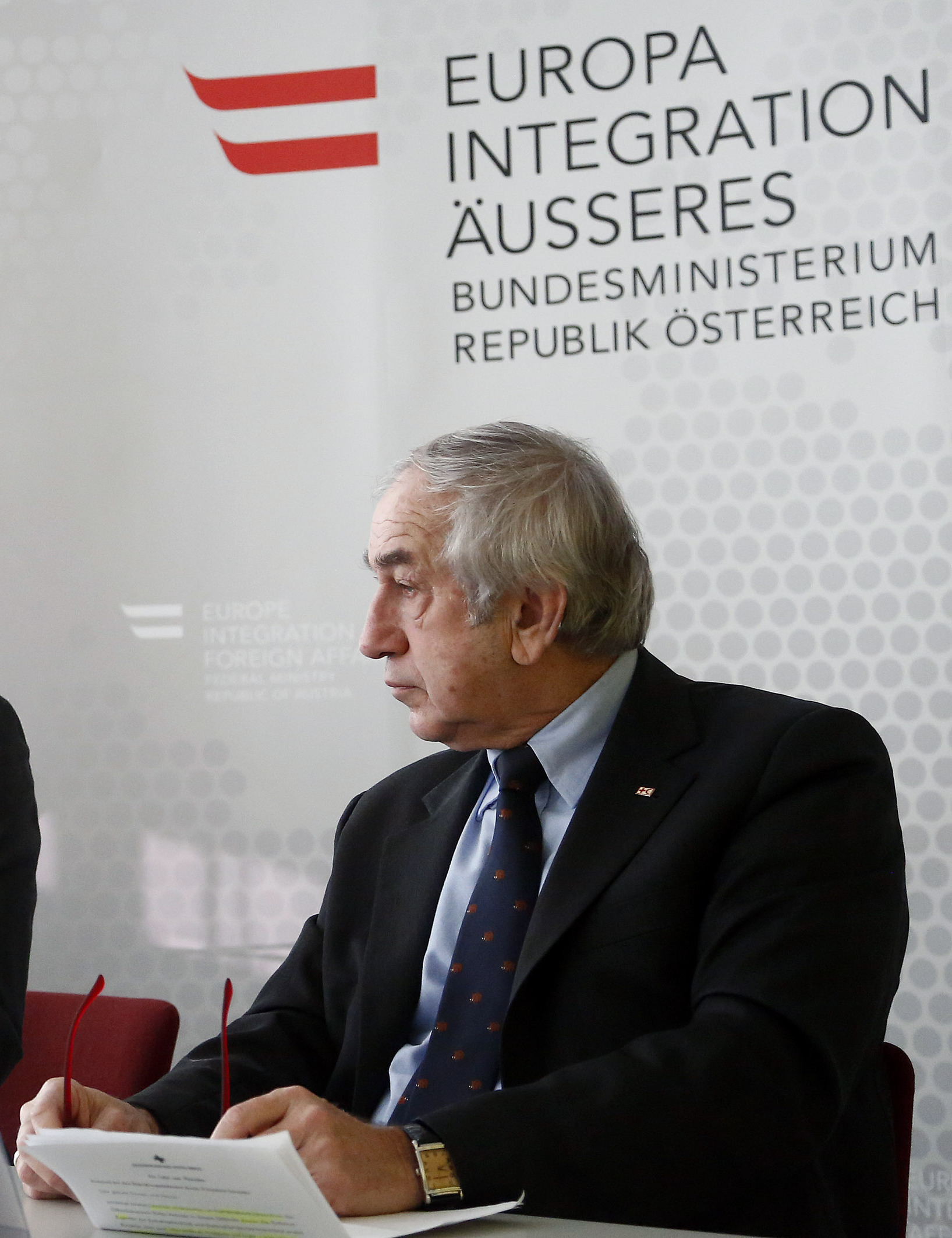
Gerald Schöpfer, Präsident des Roten Kreuzes

Auch die über zwei Dutzend Meldungen, die zumeist direkt nach dem Ausloben der 10.000 Euro eingelangt waren, brachten die Kriminalisten nicht weiter.
Das Rote Kreuz reagierte auf diese Erfolglosigkeit der Polizei und weitete das Angebote für Wohnungslose in der Bundeshauptstadt aus, indem es das Winternotquartier Haus Baumgarten öffnete (ums Eck bei der Bezirksvorstehung am Areal der Pflege Baumgarten). Im finanziellen Rahmen des Winterpakets der Wiener Wohnungslosenhilfe des Fonds Soziales Wien bot das Notquartier für obdachlose Männer ab dem 28. Oktober 2020 auch die Möglichkeit zum Tagesaufenthalt an, wodurch die Unterstandslosen rund um die Uhr betreut werden konnten. Diese Förderung lief jedoch im April 2021 aus. Das Gleiche galt für den April 2022 und den April 2023. Das Winternotquartier wurde geschaffen, um Personen ohne entsprechende Ansprüche auf Unterkunft als Überbrückungsmöglichkeit über den Winter zu bringen. In den warmen Monaten hatten diese Personen normalerweise gar keinen Anspruch auf Unterbringung. Durch die Öffnung des Winternotquartiers Baumgarten bekamen diese infolge der besonderen Umstände nun zumindest eine Chance auf eine sichere Nächtigung.
Der Rotkreuz-Präsident Gerald Schöpfer gab sich am Sonntag, den 20. August 2023, in einer Presseaussendung betroffen:
Die Angriffe auf wohnungslose Menschen in Wien sind erschütternd. Sie treffen Menschen, die aufgrund ihrer sozialen Lage besonders verwundbar und schutzbedürftig sind. Es ist entsetzlich, dass solche Vorfälle inmitten unserer Gesellschaft passieren.
Er appellierte zugleich an die Bevölkerung, sich mit Menschen ohne Obdach solidarisch zu zeigen:
Schon kleine Gesten können große Wirkung haben. Zeigen Sie auch Solidarität und Zivilcourage, wenn Sie auf Missstände aufmerksam werden. Es ist besser, einmal zu viel hinzusehen, als zu wenig. Mit Ihrer Reaktion können Sie Menschenleben retten.

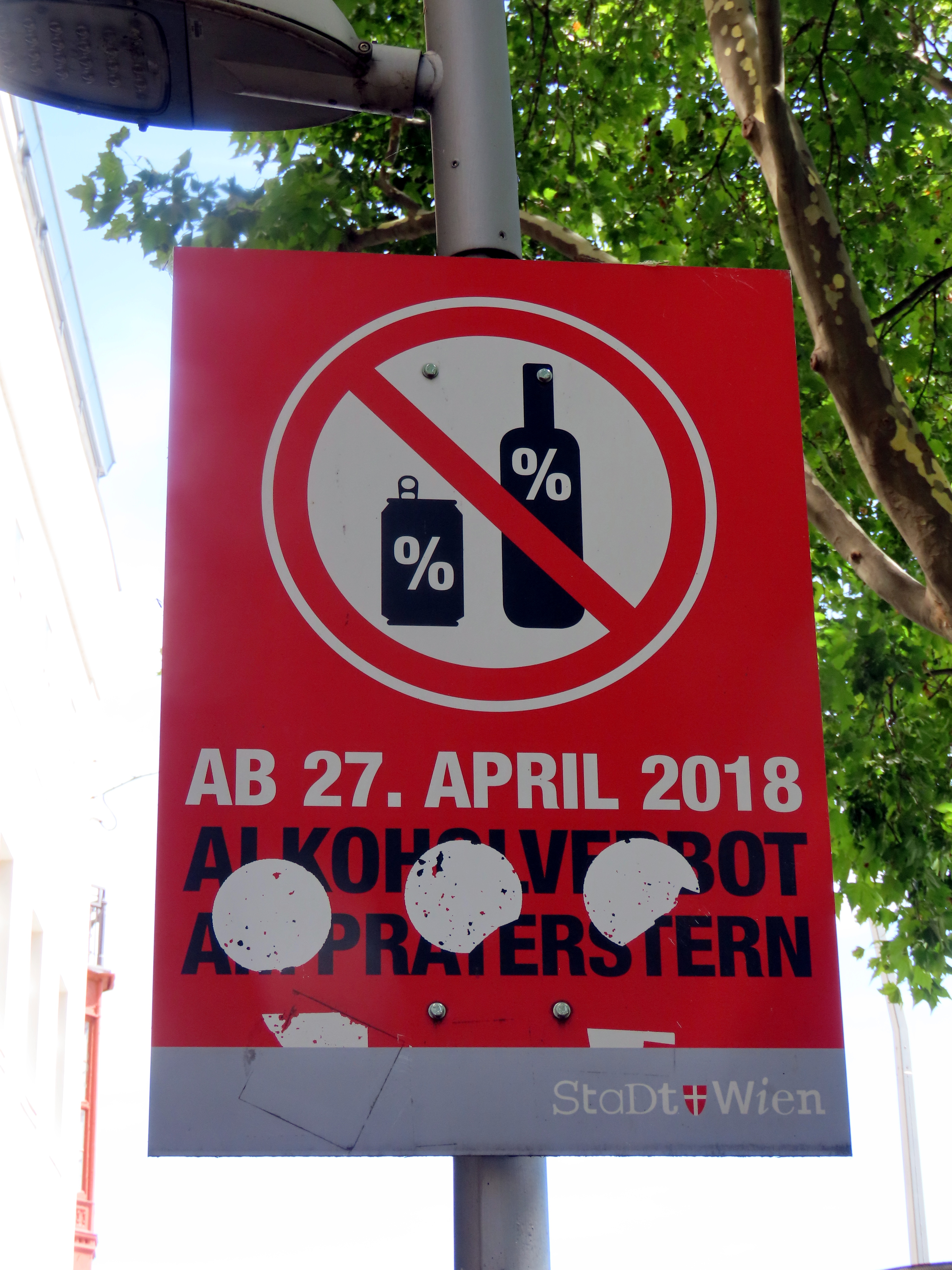
Schild: Alkoholverbot am Praterstern

Wohnungslose Menschen erhalten in der Bundeshauptstadt Wien durch das Rote Kreuz im Tageszentrum Das Stern beim Praterstern tagsüber eine Aufenthaltsmöglichkeit, Beratung und Betreuung. Das Tageszentrum ist an 365 Tagen im Jahr geöffnet.

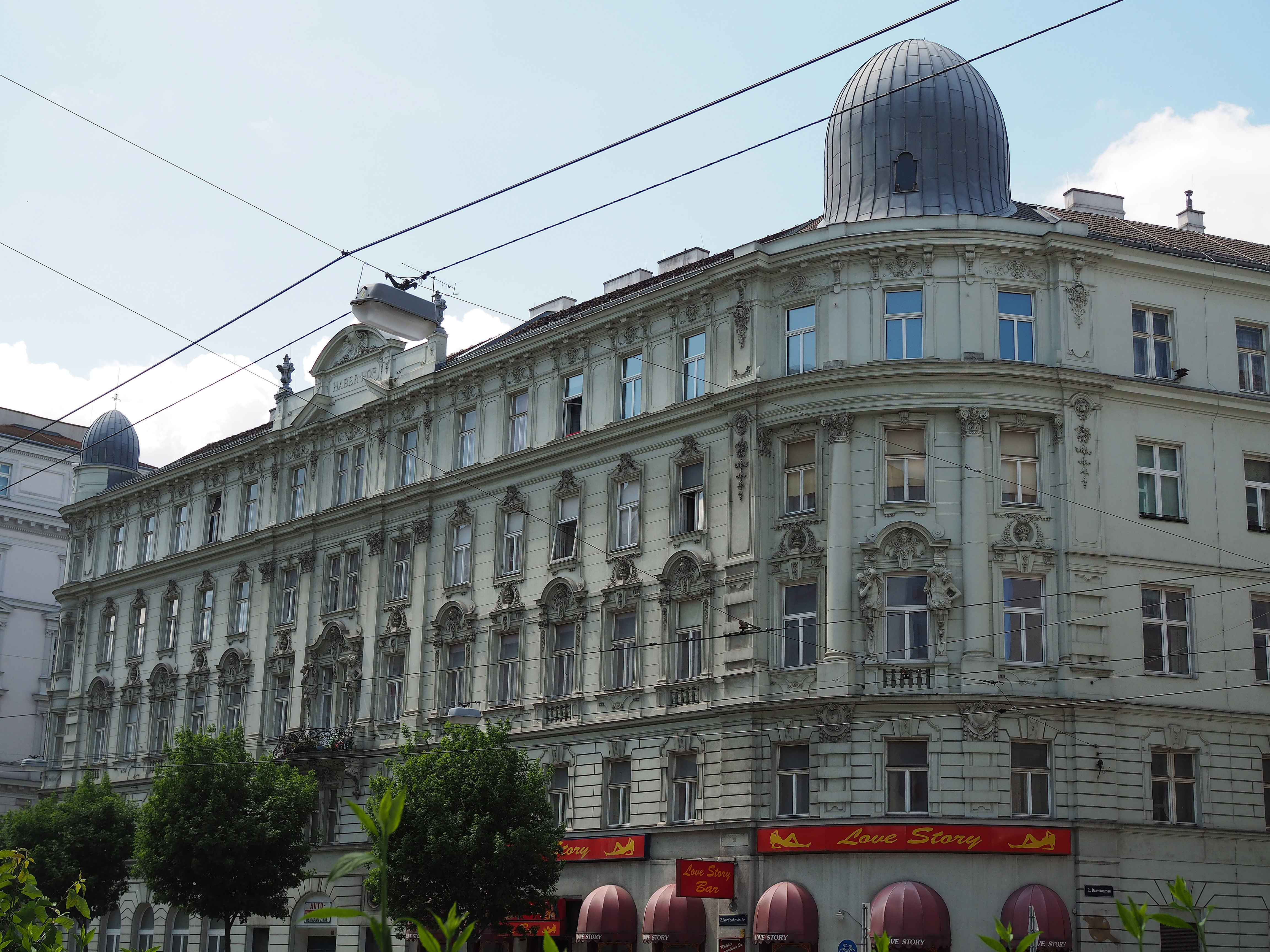
Haber-Hof (Nordbahnstraße 46–48, Darwingasse 38, Mühlfeldgasse 15, 1020 Wien)

Der überdachte Vorplatz des Bahnhofs Praterstern wurde immer mehr zum beliebten Tages-Aufenthaltsort für Wohnungslose. Das Stern bietet nun dort ein Angebot, wo es gebraucht wird, nämlich unweit vom Praterstern (in der Nordbahnstraße 48, Ecke Mühlfeldgasse). Das zweite Opfer des „Obdachlosen-Killers“, eine 51-jährige unterstandslose Frau, war in der Nacht vom 22. Juli 2023 auf den 23. Juli 2023 in der Nähe des Pratersterns überfallen worden. Dieser beliebte Aufenthaltsort für Obdachlose hatte den Täter angezogen. Der Praterstern gilt als sozialer Brennpunkt. Seit dem 27. April 2018 gibt es dort deswegen ein Alkoholverbot.

### 22. August 2023: die Polizei tappt auf der Suche nach dem „Obdachlosen-Phantom“ im Dunkeln
Am 22. August 2023 sendete der ORF: Obdachlosenmorde: Polizei tappt im Dunkeln. Obwohl zusätzliche Ermittler des Ermittlungsdienstes des LKA die amtshandlungsführende Mordermittlungsgruppe bei der Überprüfung der Hinweise half, gab es keine neuen Erkenntnisse und noch keinen konkreten Verdacht. Auch das Motiv für die Taten war weiterhin unklar. Es kam lediglich die Mitteilung der Polizei:
Die bisherigen Ermittlungen haben ergeben, dass es vor der Tat keinerlei Auseinandersetzungen mit den Opfern gegeben hat und den Opfern auch nichts geraubt wurde.
Einen Zusammenhang zwischen kolportierten Überfällen von Jugendlichen mit Messern und den Taten schloss die Polizei damals allerdings aus.
Die Kronenzeitung drückte sich dezenter aus: KEINE KONKRETE SPUR. „Etliche Hinweise“ zu Obdachlosen-Phantom in Wien:
Das Obdachlosen-Phantom in Wien konnte immer noch nicht festgesetzt werden, die Ermittler kommen aber langsam näher. … Für die Ermittler bleibt es ein Wettlauf gegen die Zeit. Je mehr Zeit vergangen ist, umso schwieriger wird es den Täter oder auch mehrere ausfindig zu machen.

### 23. August 2023: im Obdach Favorita werden weitere 20 zusätzliche Plätze speziell für Frauen eingerichtet
Am 23. August 2023 öffnete der Fonds Soziales Wien (FSW) sein Nachtquartier für obdachlose Frauen im Gebäudekomplex Obdach Favorita als gezieltes Angebot für obdachlose Frauen, die in der Nacht Schutz suchen. Damit sollen in den Stunden von 18 bis 8 Uhr bis zu 20 Klientinnen sicher durch die Nacht kommen. Dafür wurden die aktuell leer stehenden Räumlichkeiten des Winterpakets der Wiener Wohnungslosenhilfe umfunktioniert. Der Vorteil war, dass gegebenenfalls noch Plätze aufgestockt werden könnten. Die Auslastung des Quartiers würde im Hinblick auf mögliche Aufstockungsmöglichkeiten evaluiert.

### 24. August 2023: Kundgebung „In Solidarität mit allen Menschen, die von Wohnungs- und Obdachlosigkeit betroffen sind“ auf der Mariahilfer Straße Ecke Neubaugasse um 17.00 Uhr

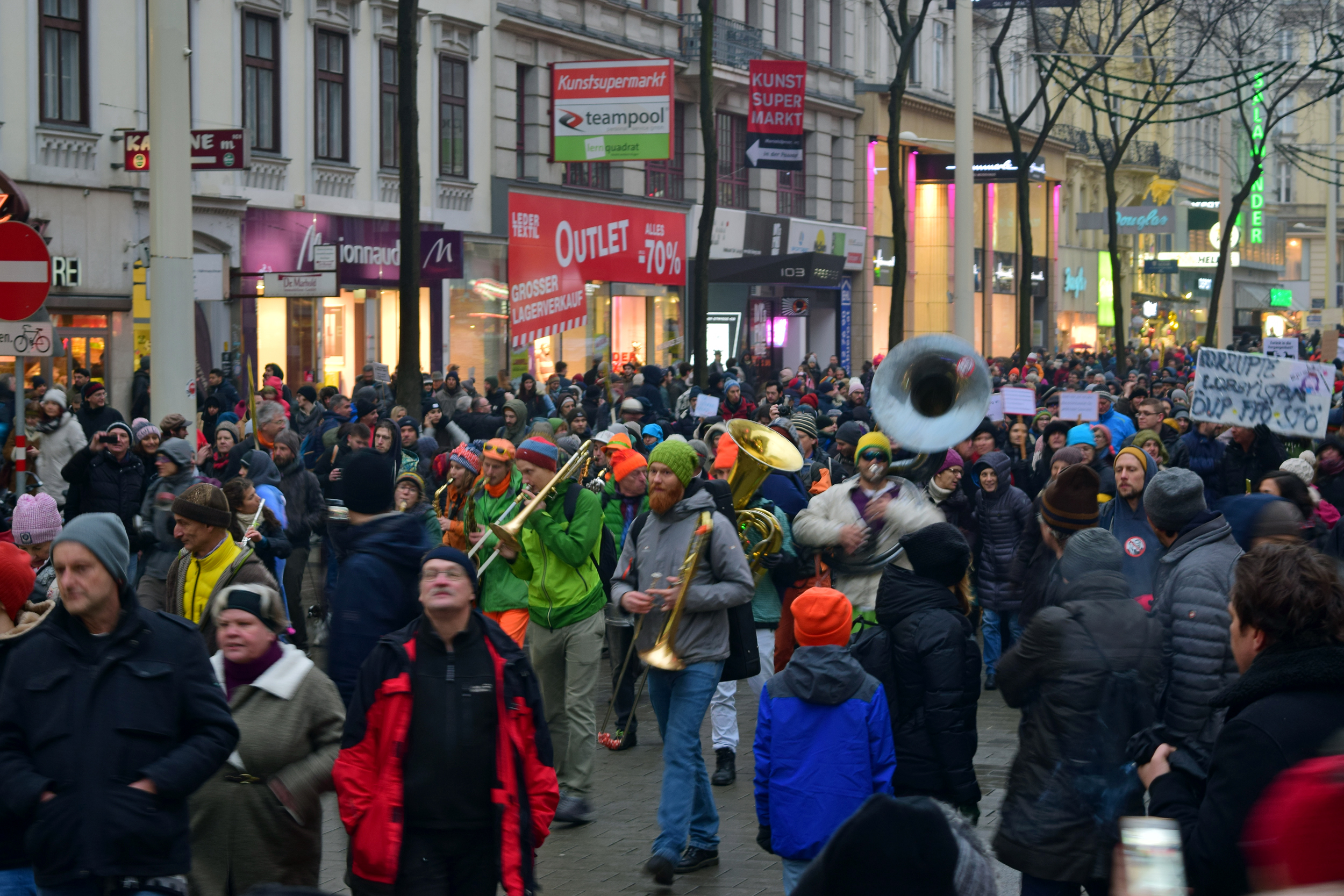
Demonstration auf der Mariahilfer Straße

Eine Kundgebung In Solidarität mit allen Menschen, die von Wohnungs- und Obdachlosigkeit betroffen sind fand am Donnerstag, den 24. August 2023, um 17.00 Uhr auf der Mariahilfer Straße Ecke Neubaugasse in Wien statt. Kai Nemiete, Sprecherin der Gruppe Zwangsräumungen verhindern, die gemeinsam mit anderen Initiativen die Kundgebung organisierte, sagte dazu im Vorfeld:
.
Wir fordern nicht nur die sofortige und ganzjährige Öffnung von Notquartieren, um Menschen, die auf der Straße leben müssen, Schutz zu bieten, sondern auch sicheren Wohnraum für alle.

### 26. August 2023: Skelett eines geköpften Obdachlosen in seinem Schlafsack am Wienerbergs gefunden

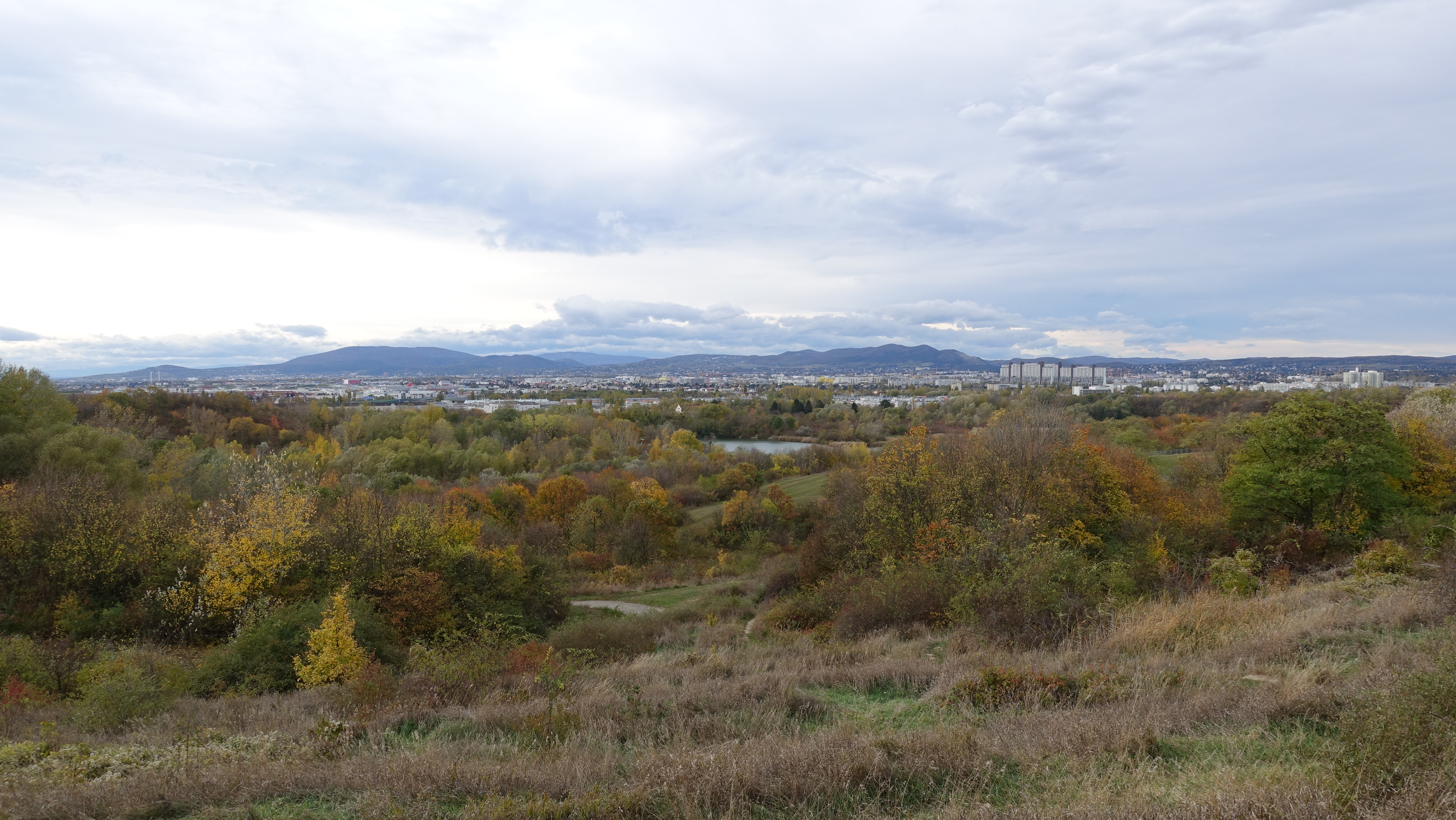
Wienerberg

Am Samstag, den 26. August 2023, kurz nach Mittag fand Franz A., der alte Bekannte eines Obdachlosen, den etwa zwischen 40 und 45 Jahre alten "Stadtstreicher" in dessen gewohnten Verschlag im dichtesten Gebüsch am Rande des Naherholungsgebiets Wienerberg skelettiert in dessen Schlafsack, der in einer 50 Zentimeter tiefen Kuhle lag. Er hatte nach ihm gesucht, weil er ihn längere Zeit nicht mehr gesehen hatte. Der Kopf lag einige Meter entfernt vom Körper und wies ein münzgroßes Loch auf. Der Bekannte wählte sofort den Notruf. Die Einsatzkräfte trafen trotz des unwegsamen Geländes recht rasch am möglichen Tatort ein.
Daraufhin kam es zu umfangreichen Ermittlungen im Bereich Friedrich-Adler-Weg des Wienerberggeländes in Wien-Favoriten. Der Verschlag war gut im Wald versteckt und nur notdürftig ausgestattet. Ein Amtsarzt bestätigte laut erster Begutachtung, dass es sich dabei um menschliche Knochen handeln dürfte. Daraufhin wurde eine gerichtsmedizinische Untersuchung angeordnet und das Landeskriminalamt Wien nahm die weiteren Ermittlungen zur Klärung der Umstände auf. Die Zeitung Heute schrieb von einem "Grusel-Fund". Ein Beamter des Landeskriminalamtes erklärte:
Die Verletzung des Knochens weist auf massive Gewaltanwendung hin, von einem Unfall ist nicht auszugehen.

### 28. August 2023: "Mysteriöse Mordserie" an Obdachlosen in Wien wird verstärkt auch international medial beachtet
Ab Montag, dem 28. August 2023, veröffentlichen österreichische wie auch deutsche Medien verstärkt Artikel über den "Serienkiller". Drei getötete Obdachlose in eineinhalb Monaten sowie der Mordversuch an einer Unterstandslosen mittels Messerattacke in der gleichen Zeit ließen aufmerksam werden.
Die Kronenzeitung fragte: "WAR ES DAS PHANTOM? Wienerberg: Obdachloser lag enthauptet in Gebüsch", die Tageszeitung Heute schrieb, "die Polizei geht jedenfalls von einem Serientäter aus und jagt nun ein Phantom, das immer in der Nacht zuschlägt."
Noch am gleichen Tag legte die Tageszeitung Heute unter "Leiche ohne Kopf! Serien-Killer versetzt Wien in Angst" nach:
Hat der Serienkiller in Wien wieder zugeschlagen? Diese Frage stellen sich nun Kripo-Ermittler, nachdem eine enthauptete Leiche gefunden wurde.
Die Obduktion des Leichnams sollte in den kommenden Tagen durchgeführt werden, da die Identität des Sandlers noch nicht geklärt werden konnte. DNA sollte die Leiche eindeutig identifizieren.
Auch die bis dahin knapp 50 Hinweise nach Auslobung der 10.000 Euro Belohnung durch die Polizei hatten noch keine Spur auf den Serientäter erbracht.
Vorarlberg Online kommentierte:
Ein Monster im sommerlichen Wien, es ist gruselig. Heimische Boulevardmedien jagen das „Obdachlosen-Phantom“ oder den „irren Obdachlosen-Mörder“ und sogar deutsche Medien interessieren sich für den Serienmörder, der in der österreichischen Bundeshauptstadt Verbrechen an obdachlosen Menschen verübt.
Die Bild-Zeitung schrieb unter dem Titel "Obdachloser lag enthauptet im Gebüsch" von einer "Mysteriöse[n] Mordserie", der Tagesspiegel unter dem Titel "Geköpfte Leiche entdeckt: Mysteriöse Mordserie in Wiener Obdachlosenmilieu":
In Wien geht die Angst vor einem Serienmörder um. Zwei wohnungslose Männer wurden bei nächtlichen Messerattacken getötet, eine Frau überlebte. Nun wurde eine dritte Leiche entdeckt.

### 18. September 2023: Kurzzeitige Festnahme des mutmaßlichen Täters
Im September 2023 wurde der mutmaßliche Obdachlosenmörder infolge seiner Drogensucht polizeiauffällig.
Am Montag, den 18. September 2023, attackierte er in Wien-Ottakring nach einem Streit seine Mutter in deren kleinem Haus und verletzte sie durch Schläge und als sie am Boden lag durch Tritte ins Gesicht schwer. Nachbarn und Passanten, welche aus dem Haus Hilfeschreie hörten, eilten herbei und alarmierten gegen 14.45 Uhr die Polizei. Im Prozess sagten die Zeugen aus, dass der Jugendlich völlig außer sich war und offenbar unter dem Einfluss von Drogen stand.
Laut Anklage versetzte er der Frau mehrere Faustschläge. Als sie zu Boden ging, soll er ihr gegen Oberkörper und vor den Kopf getreten und nicht abgelassen haben. Die Wienerin erlitt laut Staatsanwaltschaft schwere Kopfverletzungen, Prellungen und einen Rippenbruch.
Die 56-Jährige musste nach dem Gewaltexzess von Einsatzkräften der Berufsrettung Wien notfallmedizinisch versorgt und in ein Spital gebracht werden. Der 17-jährige mutmaßliche Obdachlosenmörder wurde vorläufig festgenommen, aber gleich wieder enthaftet und einem Krisenzentrum in Wien-Währing übergeben:
Außerdem wurde ein Betretungs- und Annäherungsverbot sowie ein vorläufiges Waffenverbot gegen ihn ausgesprochen. Der Tatverdächtige zeigte sich bei der Vernehmung geständig. Der 17-Jährige wurde über Anordnung der Staatsanwaltschaft Wien inzwischen auf freiem Fuß angezeigt.

### 2. bis 6. Oktober 2023: Erste Aktionswoche "Coffee with Cops" in Wien
Ab Montag, dem 2. Oktober 2023, begannen die Stadtpolizeikommandos in Wien mit der Durchführung der ersten Aktionswoche "Coffee with Cops". Gestartet hatte die Aktion an einem Tag im Juli auf 28 Bahnhöfen in ganz Österreich. Während der Aktionswoche in Wien wollte die Polizei nun an Orte gehen, wo die Bevölkerung im Grätzl oft zusammen kommt, so auf dem Neuen Mark, Am Graben, am Riesenradplatz am Wurstelprater, am Grätzlzentrum Einsiedlerplatz, auf dem Gertrudplatz, auf dem Hannovermarkt, auf dem Liesinger Markt, im Pötzleinsdorfer Schlosspark, auf dem Rennbahnweg, auf der Kundratstraße, auf der Favoritenstraße, an der U-Bahn-Station Gasometer, an der Verkehrsstation Wien Simmering und natürlich wieder am Praterstern. Vor allem wurde versucht, durch diese flächendeckende Präsenz das Sicherheitsgefühl zu verbessern. Auch hoffte man auf neue Hinweise auf das "Obdachlosen-Phantom". Dabei war der Gesuchte bereits am 6. August 2022 und am 18. September 2023 im Zusammenhang mit anderen Delikten in Gewahrsam genommen, aber wieder freigelassen worden. Bis zum Freitag, den 6. Oktober 2023, gab es an 32 Orten täglich zwischen vier und acht Aktionen.

### 18. Oktober 2023: Polizei veröffentlichte Bilder und Videos einer Überwachungskameras
Da die Wiener Polizei trotz der seit Juli 10.000 ausgelobten Euro und der großangelegten Aktionswoche Anfang Oktober noch immer keine brauchbaren Hinweise auf das "Obdachlosen-Phantom" hatte, veröffentlichte sie am Mittwoch, den 18. Oktober, notgedrungen Material aus den Überwachungskameras, obwohl sie mit einem solchen Schritt sonst vergleichsweise sehr zurückhaltend ist. Die Person wurde am 9. August in der Zeit zwischen 1.19 und 1.40 Uhr wahrgenommen. Aufgrund der räumlichen und zeitlichen Nähe zu dem dritten Tatort war diese Person von "besonderem polizeilichen Interesse". Die Kronenzeitung veröffentlichte das Fahndungsvideo in einer Länge von 1 min 3 sec und schrieb dazu:
Die Ermittler beschreiben die gesuchte Person wie folgt: männlich, schlanke Statur, nach videoanalytischem Gutachten etwa 1,85 Meter bis 1,92 Meter groß. Zudem trug der Mann eine dunkle Jacke oder dunkler Pullover mit Kapuze, dunkle Baseball-Kappe, dunkle Hose, dunkle Schuhe.
Noch am gleichen Tag legte die Zeitung nach und veröffentlichte unter dem Titel "TÄTER AUF KAMERA? Obdachlosen-Morde: Polizei hat erste heiße Spur" ein Video bei krone.tv mit einer Länge von 1 min 39 sec.
Im Ergebnis dieser neuerlichen Medienjagd nach dem Serientäter gingen zahlreiche Hinweise dazu ein:
Darunter waren auch welche auf eine konkrete Person, sagte ein Polizeisprecher am Donnerstag.
Mit solchen Aktionen und Aussagen wollte die Polizei ihren erheblich gewordenen Ermittlungsdruck an den Serientäter weiterleiten. Eine konkrete Spur zu ihm gab es noch nicht.

### 11. Dezember 2023: Ein Jugendlicher stellt sich als das gesuchte "Obdachlosen-Phantom"

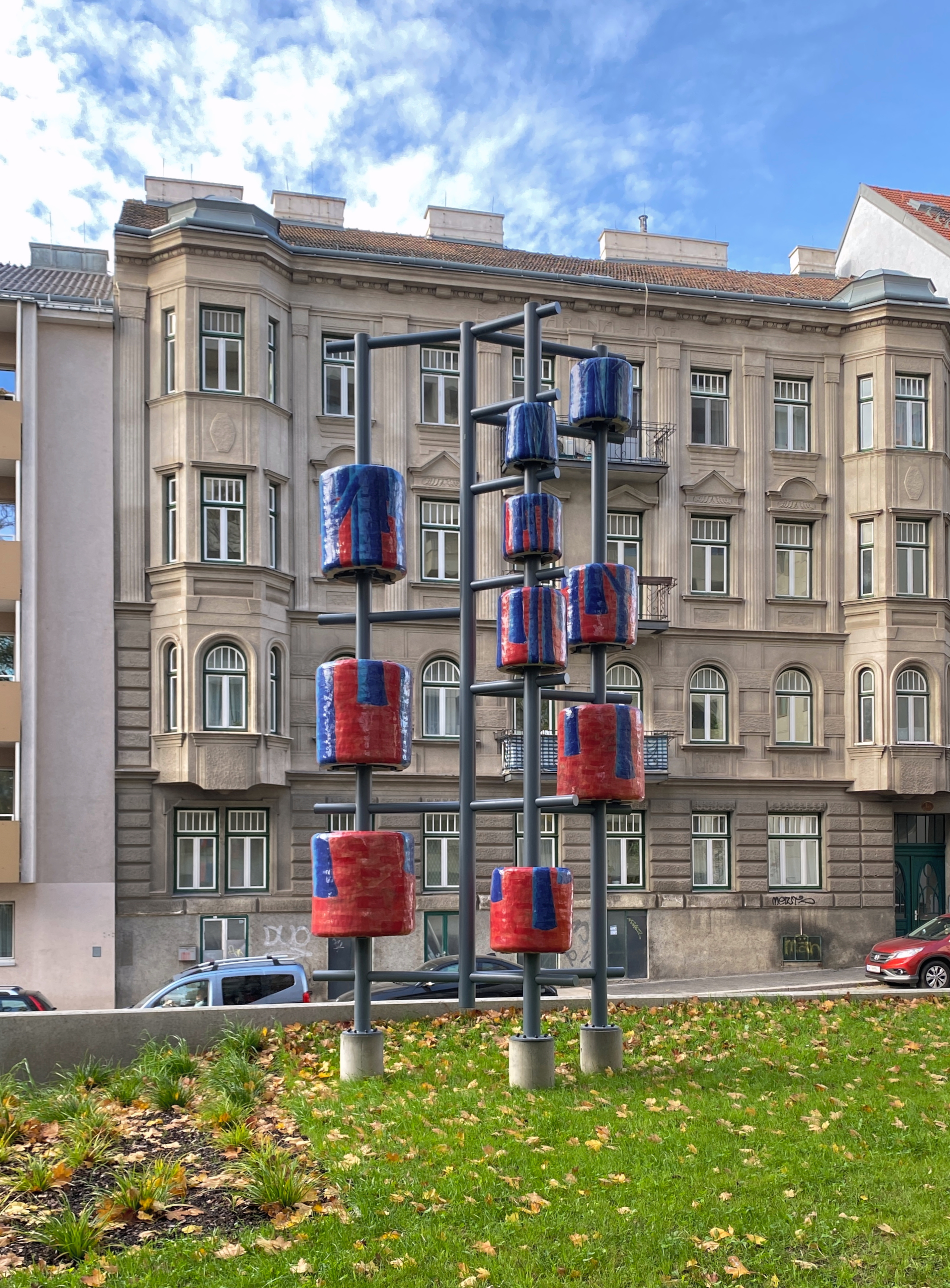
Leyserstraße

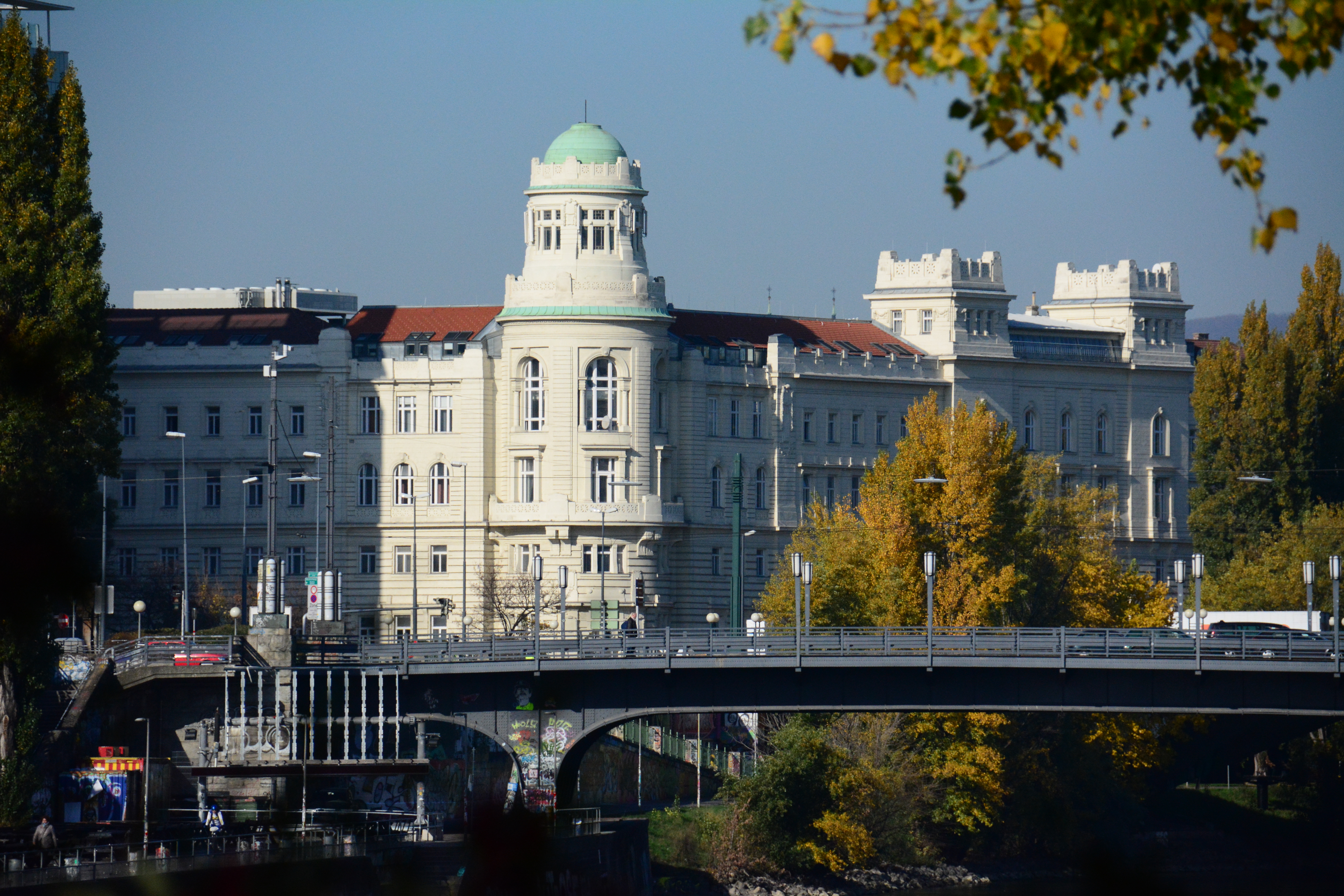
Polizeigebäude Rossauer Lände

Obwohl die Polizei von Anfang an bei ihren Ermittlungen einen immer wieder kolportierten jugendlichen Täter ausgeschlossen hatte, meldete sich am Montag, den 11. Dezember 2023, gegen 15 Uhr 30 ein 17-jähriger Jugendlicher zusammen mit seinem Anwalt bei der Polizeiinspektion Leyserstraße im 14. Bezirk (Penzing) und stellte sich als der gesuchte Obdachlosenmörder. Zum Zeitpunkt der Taten war er sogar erst 16 Jahre alt. Die ersteinschreitenden Polizeibeamten überstellten ihn sofort an das Landeskriminalamt Wien im Polizeigebäude Rossauer Lände im 9. Wiener Gemeindebezirk Alsergrund. Die Polizei führte die Aufgabe des mutmaßlichen Täters natürlich in erster Linie auf den öffentlichen Fahndungsdruck zurück. Des Weiteren gab der Jugendliche an, mit der Last nicht mehr leben zu wollen. Die Aufgabe des mutmaßlichen Serientäters hing wahrscheinlich aber eher damit zusammen, dass er schon zwei Tage später, am Mittwoch, den 13. Dezember 2023, einen Strafprozesstermin wegen dem Gewaltexzess gegen seine Mutter hatte. Die Vernehmungen ergaben ein umfangreiches Geständnis des mutmaßlichen Obdachlosenmörders. Ein Aufmerksamkeit erheischender Jugendlicher konnte infolge der Detailkenntnisse ausgeschlossen werden. Bereits kurz vor 17 Uhr ordnete die Staatsanwaltschaft Wien die Festnahme und zwei Hausdurchsuchungen an: in dem Kinderzimmer des tatverdächtigen Jugendlichen bei seinem Vater sowie im Krisenzentrum im 18. Bezirk in Währing, wo der Jugendliche seit September 2023 untergebracht war.

### 13. Dezember 2023: Strafprozess gegen den mutmaßlichen Serientäter wegen des Gewaltexzesses gegen seine Mutter
Für den 13. Dezember 2023 war bereits seit längerer Zeit ein Termin wegen dem Gewaltexzess des mutmaßlichen Serientäter gegen seine Mutter angesetzt. Nach der Pressekonferenz der Polizei Wien tags zu zuvor erregte dieser ansonsten unscheinbare Termin nun eine gesteigerte auch internationale mediale Aufmerksamkeit.